# Топчибашев, Алимардан-бек
Алимардан-бек Алекбер оглы Топчиба́шев (азерб. Əlimərdan bəy Ələkbər oğlu Topçubaşov, 4 мая 1863, Тифлис — 8 ноября 1934, Париж) — азербайджанский общественный и государственный деятель, юрист и журналист, депутат Первой Государственной думы России (1906), председатель Парламента Азербайджанской Демократической Республики (1918—1920), 2-й министр иностранных дел и без портфеля Азербайджанской Демократической Республики, депутат Закавказского сейма и член мусульманской фракции сейма, член Всероссийского учредительного собрания, и Бакинского совета мусульманских общественных организаций, председатель Исполнительного комитета, председатель Общества спасения, председатель мусульманской фракции в Первой Государственной думе Российской империи, председатель Иттифак аль-Муслимин, глава Бакинской городской администрации, депутат Бакинской городской думы, главный редактор газеты «Каспий».
Алимардан-бек Топчибашев был избран депутатом Бакинской городской думы после 1896 года и стал известен в Баку своей деятельностью. Его избрание депутатом I Государственной Думы и участие во Всероссийском мусульманском съезде сделали его ещё более популярным. Алимардан-бек был избран председателем Совета общественных организаций и избран депутатом как в Бакинскую городскую думу, так и во Всероссийское учредительное собрание по совместному списку, подготовленному с партией Мусават. Он стал депутатом Закавказского Сейма, созданного после роспуска Всероссийского учредительного собрания, а затем Национального Совета Азербайджанской Демократической Республики.
В 1918 году Алимардан-бек был направлен председателем Совета министров Азербайджанской Демократической Республики в Стамбул в качестве чрезвычайного посла и министра, где провел ряд важных местных и международных встреч, особенно с Мехмедом VI.
7 декабря 1918 года на открытии парламента Азербайджанской Демократической Республики Алимардан-бек, единогласно избранный председателем парламента, был избран и председателем делегации Азербайджанской Демократической Республики на Парижской мирной конференции.
В 1919 году, после ряда препятствий, Алимардан-бек добрался до Парижа и провел ряд важных встреч для признания Азербайджана де-факто и де-юре. Самым важным из них стала встреча с Президентом Соединённых Штатов Америки Вудро Вильсоном. Алимардан-бек был одним из первых азербайджанцев и первым азербайджанским государственным деятелем, встретившимся с президентом Соединённых Штатов Америки.
14 января 1919 года Азербайджан был де-факто признан Парижской мирной конференцией, а 15 января Алимардан-бею были представлены соответствующие документы.
После апрельской оккупации Алимардан-бек, начавший свою жизнь иммигрантом в Париже, смог получить информацию об оккупации через 1 неделю. Алимардан-бек, который до самой смерти прожил эмигрантскую жизнь и работал во имя свободы Азербайджана и единства кавказских республик, жил в нищете и умер в Париже в 1934 году.

## Биография
Алимардан-бек Топчибашев родился 4 мая 1863 года в Тифлисе. В 1884 году окончил 1-ю городскую гимназию в Тифлисе и поступил в Императорский Санкт-Петербургский университет на историко-филологический факультет по Кавказской стипендии, но уже после первого семестра отказался от стипендии и перешёл на юридический факультет. В 1888 году окончил университет, получив степень кандидата права. Работал помощником мирового судьи и секретарём окружного суда, преподавал в Тифлисском землемерном училище. Переехал в Баку, где работал присяжным поверенным.

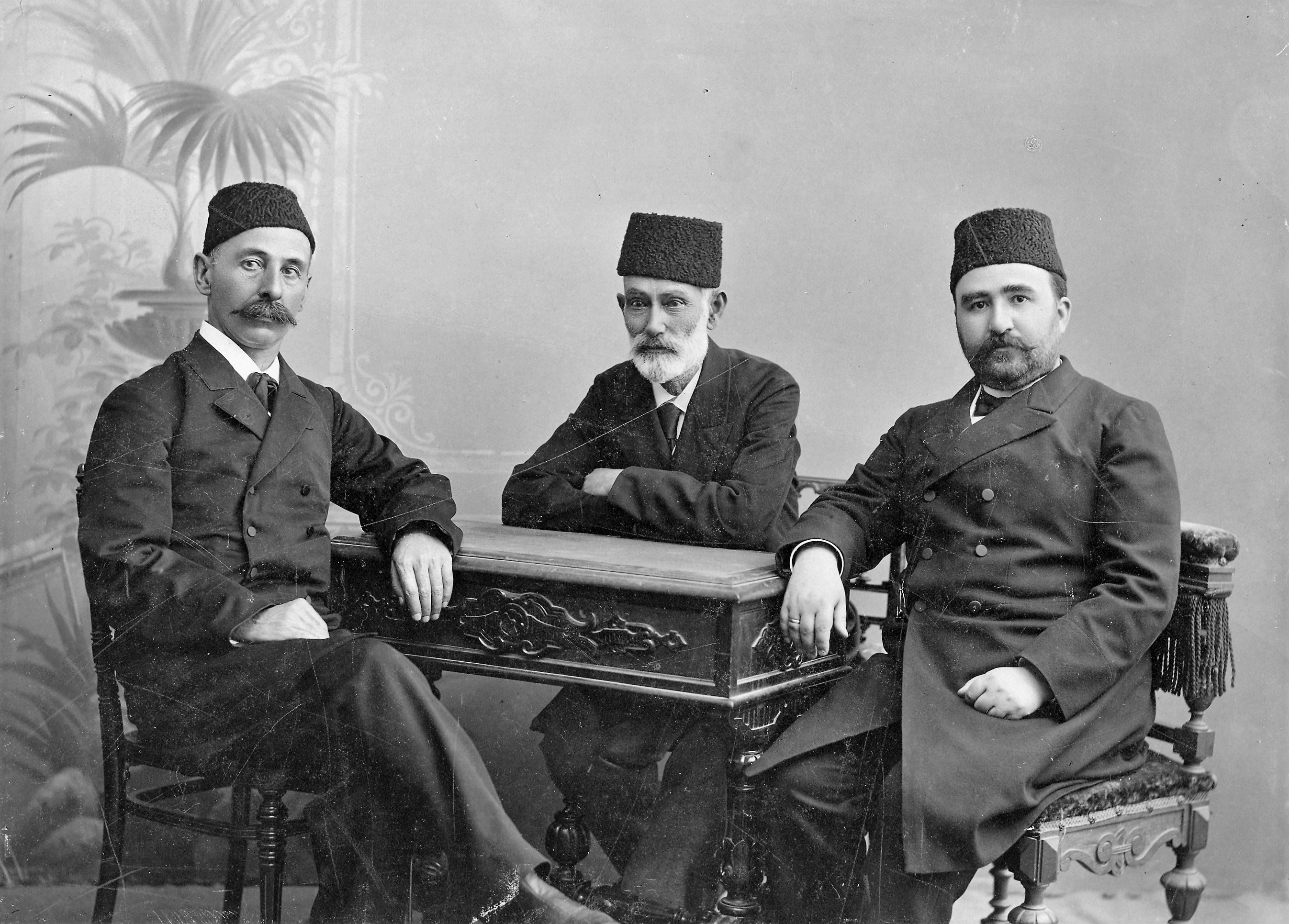
Исмаил Гаспринский, Гасан-бек Зардаби и Алимардан-бек Топчибашев. Баку, 1894 год

Топчибашев был редактором ежедневной газеты «Бакинский торгово-промышленный листок», издававшейся в Баку с 1888 года. С 24 июня 1898 года по 1907 год являлся главным редактором издававшейся в Баку газеты «Каспий». В разные годы был также редактором газет «Баку» и «Хайят» («Жизнь»). Был избран гласным Бакинской городской думы, входил в состав городской училищной комиссии, попечительских советов Мариинской женской гимназии, Бакинского коммерческого училища и Бакинской мусульманской женской школы.
Во время революции 1905—1907 годов участвовал в работе 1-го Всероссийского мусульманского съезда (август 1905, Нижний Новгород); на 2-м (январь 1906, Санкт-Петербург) и 3-м (16 августа 1906, Нижний Новгород) съездах избирался председателем ЦК партии Иттифак аль-Муслимин. На 3-м Всероссийском мусульманском съезде заседания не были публичными и велись на татарском языке. Была утверждена программа мусульманского политического союза, близкая программе кадетской партии и отличающаяся от неё по вопросу школьного образования.
Был избран депутатом первой Государственной думы России от Бакинской губернии; примыкал к левому крылу фракции партии «Народная свобода». После роспуска первого созыва Думы подписал Выборгское воззвание и осужден по ст.129, ч.1, п.п.51 и 3 Уголовного уложения, лишившись права снова избираться в Думу.
В феврале 1906 года участник примирительного армяно-мусульманского съезда, член особого совещания при Кавказском наместнике по армяно-мусульманским делам.
После Февральской революции 1917 года выступал за сохранение единого Российского государства и созыв Всероссийского учредительного собрания, ни в какие партии не вступал. С марта возглавлял Азербайджанский Национальный Комитет. Участвовал в работе Кавказского мусульманского съезда (апрель 1917, Баку) и первого Всероссийского мусульманского съезда (май 1917, Москва), на которых выступал за федеративное устройство России.
Был избран во Всероссийское учредительное собрание, разогнанное большевиками после первого заседания.

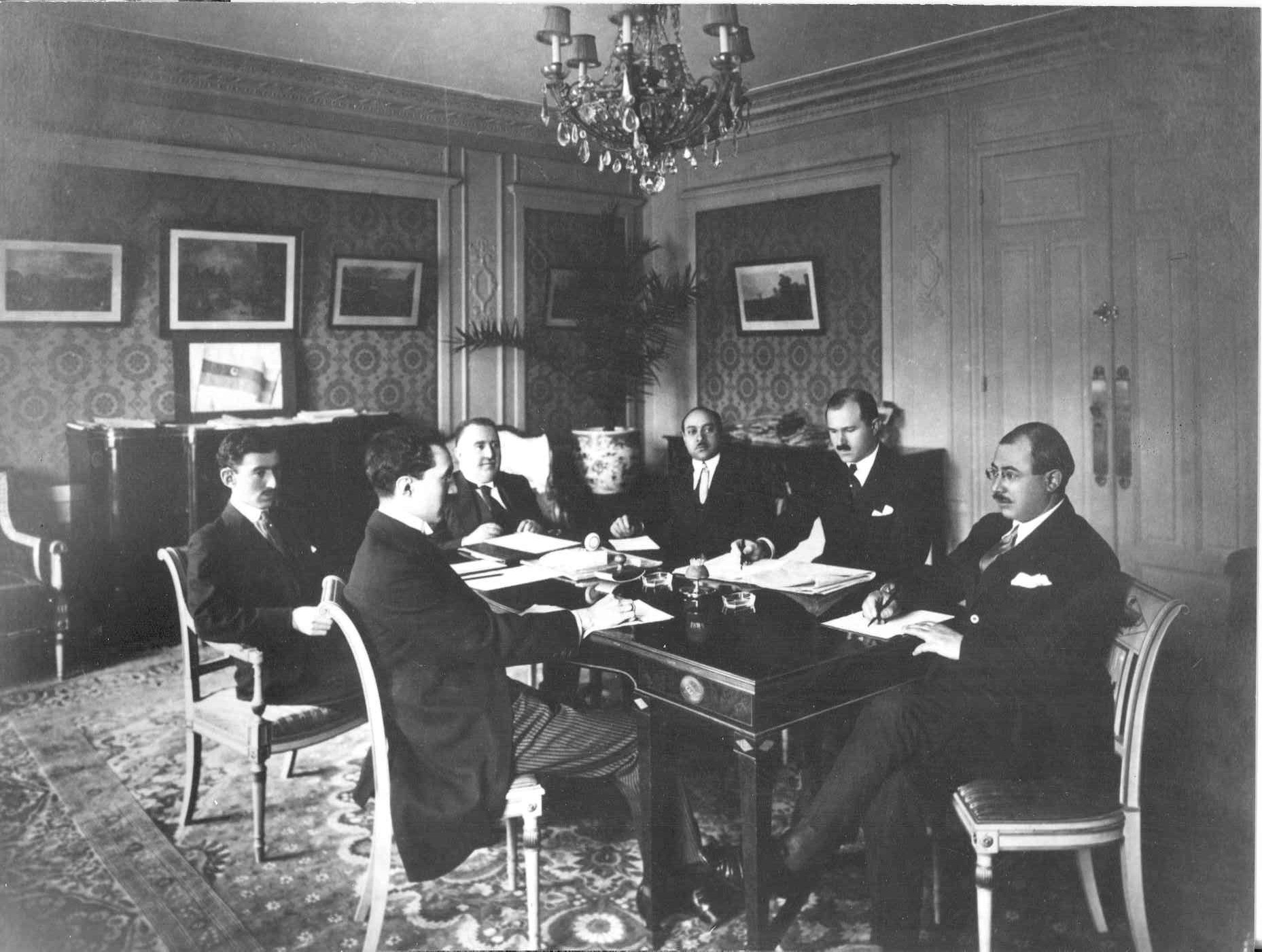
Алимардан-бек Топчибашев (третий слева) в составе делегации Азербайджанской Республики во время Парижской мирной конференции

После провозглашения Азербайджанской Демократической Республики (АДР) 28 мая 1918 года — её чрезвычайный представитель в Грузии, Армении и Османской империи. Находясь в Стамбуле, был назначен министром иностранных дел АДР (6 октября — 7 декабря 1918). 7 декабря 1918 года был заочно избран председателем парламента АДР. Возглавлял делегацию АДР на Парижской мирной конференции.
После установления в Азербайджане Советской власти (28 апреля 1920 года) — в эмиграции. Участник Генуэзской конференции и Лозаннской конференции, на которых ставил вопрос о незаконной оккупации Азербайджана 11-й Красной Армией и в знак протеста отказался (вместе с другими членами азербайджанской делегации) от суффикса «ов» в фамилии, приняв фамилию Топчубаши (см. мемориальную доску на фасаде здания в Париже, где жил Алимардан бек).
Скончался в Париже 8 ноября 1934 года. Похоронен в Сен-Клу, западном пригороде Парижа.

### Эмиграция
С 1918 года Алимардан-бек, работавший за границей в качестве председателя азербайджанской делегации, с начала 1919 года поселился в Париже. После советизации Азербайджана Алимардан-бек, оставшись жить во Франции в качестве эмигранта, оказался в тяжелой ситуации. Ещё 29 января 1920 года он написал Джейхуну Гаджибейли письмо о финансовых проблемах делегации:
У нас очень тяжелое финансовое положение: 100 000 франков, которые мы получили от Грузии, уже израсходованы. Едва доживем до февраля, а потом будем драться!
Алимардан-бек, материальное положение которого после того, как он стал эмигрантом стало тяжелым, сообщал об этом Джейхуну Гаджибейли в своих письмах. Джейхун Гаджибейли в письме от 30 июля 1928 года заявил, что у него и в казне Делегации нет денег. В письме, от 17 апреля 1931 года, Алимардан-бек Топчибашев отмечал, что страшный жилищный вопрос до сих пор не решен, что к оплате предъявляются «драконьи» требования, и что он не может удовлетворить эти требования.
В 1926 году умер от туберкулёза 25-летний сын Алимардан-бека Рашид-бек. В своём письме от 2 апреля 1931 года близкому другу Халил-беку Хасмамедову Алимардан-бек отмечал:
Я уже писал вам: лучшее утешение — в воспоминаниях о принесённых нами жертвах. Вот уже более 4 лет я сам нахожу спокойствие и умиротворение в вечных для меня мыслях, поступках, жестах, характерах - словом, во всём, что напоминает мне о моём дорогом Рашиде и оживляет его образ в моем глаза. Вы и госпожа Суад знали его... Каждый четверг я хожу на его могилу с моей женой Пери, молюсь и украшаю его могилу цветами. Я часто пересматриваю его сочинения, книги, заметки. Я снова положил на свой стол прошлогодний портрет сына. Мой разум примиряется с мыслью, что его больше нет на свете, но мое сердце с моим ребёнком.

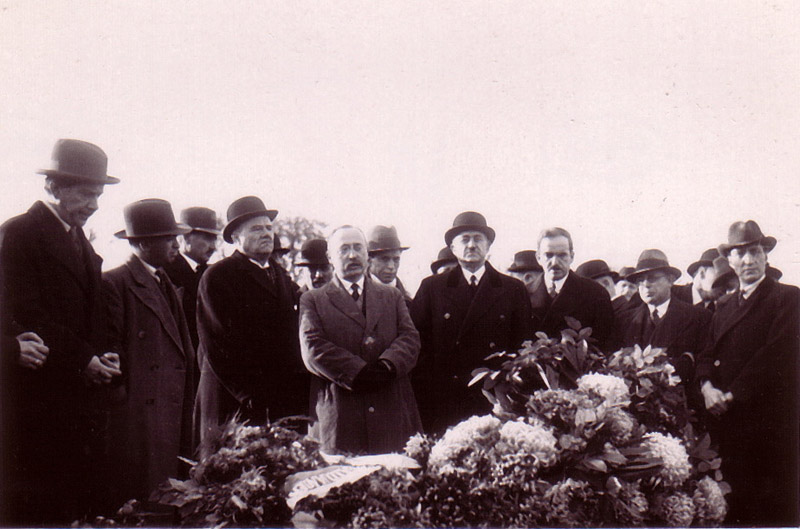
Похороны Алимардан-бека Мамед Эмин Расулзаде — пятый слева

В письме, написанном 2 апреля 1932 года, Алимардан-бек заявил, что у него нет возможности или финансов позвонить Гейдару Баммату или поехать к нему, и что он не может выйти из дома. В письме, написанном им 14 мая 1932 года, он писал, что настроение у него отвратительное из-за событий последних дней, что его долги перевыполнены, он остыл и его ресурсы полностью исчерпаны.

### Смерть
Алимардан-бек умер 8 ноября 1934 года недалеко от Парижа. Его могила находится на городском кладбище Сен-Клу. На его похоронах присутствовали Мамед Эмин Расулзаде и представители правительств в изгнании всех новообразованных республик бывшей Российской империи. Они рассказали о жизни и деятельности Топчибашева.
Мамед Эмин Расулзаде, выступавший у его могилы, сказал:
Дамы и господа! Мы прощаемся с одним из наших старейшин, которые работали на благо нации. Мы вверяем славного главу азербайджанского парламента, уважаемого главу делегации на землю Франции, где мы являемся гостями. Совершенно невозможно полностью объяснить значение имени Алимардан-бека, упоминая титулы покойного, такие как глава парламента, глава делегации, член Национального центра и так далее. Не менее пятидесяти лет своей семидесятипятилетней жизни покойный отдал делу общества и делу нации. Пятьдесят лет жизни; полвека жизни! Старая эпоха!... Да, с кончиной г-на Алимардан-бека мы уходим из жизни важной фигуры, которая представляла эпоху в нашей национальной жизни; потому что имя Алимардан-бек Топчибашев напоминает об определенном поколении и определенной эпохе. Алимардан-бек появился в то время, когда в России было принято считать турецких и мусульманских интеллектуалов с высшим образованием.
... Страна будет разрушена недолго; и тогда организованная нация вспомнит лидера своего первого парламента, защитника дела независимости, приди, забери отсюда тебя и твоего сына, увези тебя в страну твоей мечты и сделай память о тебе вечной...

Это последнее слово, которое я тебе скажу! ... Большое Вам спасибо от нас!
Позже Мамед Эмин Расулзаде написал в журнале «Куртулуш» в память о беке Топчибашеве:
Не верьте, если говорят "умер" о человеке, занимающем важное и прочное место в политической истории нации - Алимардан-бек не умер!

## Политико-социальная деятельность

### Российская империя и переходный период

#### Газетная деятельность
Алимардан-бек Топчибашев, приехавший в Баку в 1896 году, работал адвокатом и выиграл ряд судебных дел. Эти достижения снискали ему большой авторитет и уважение среди населения города.

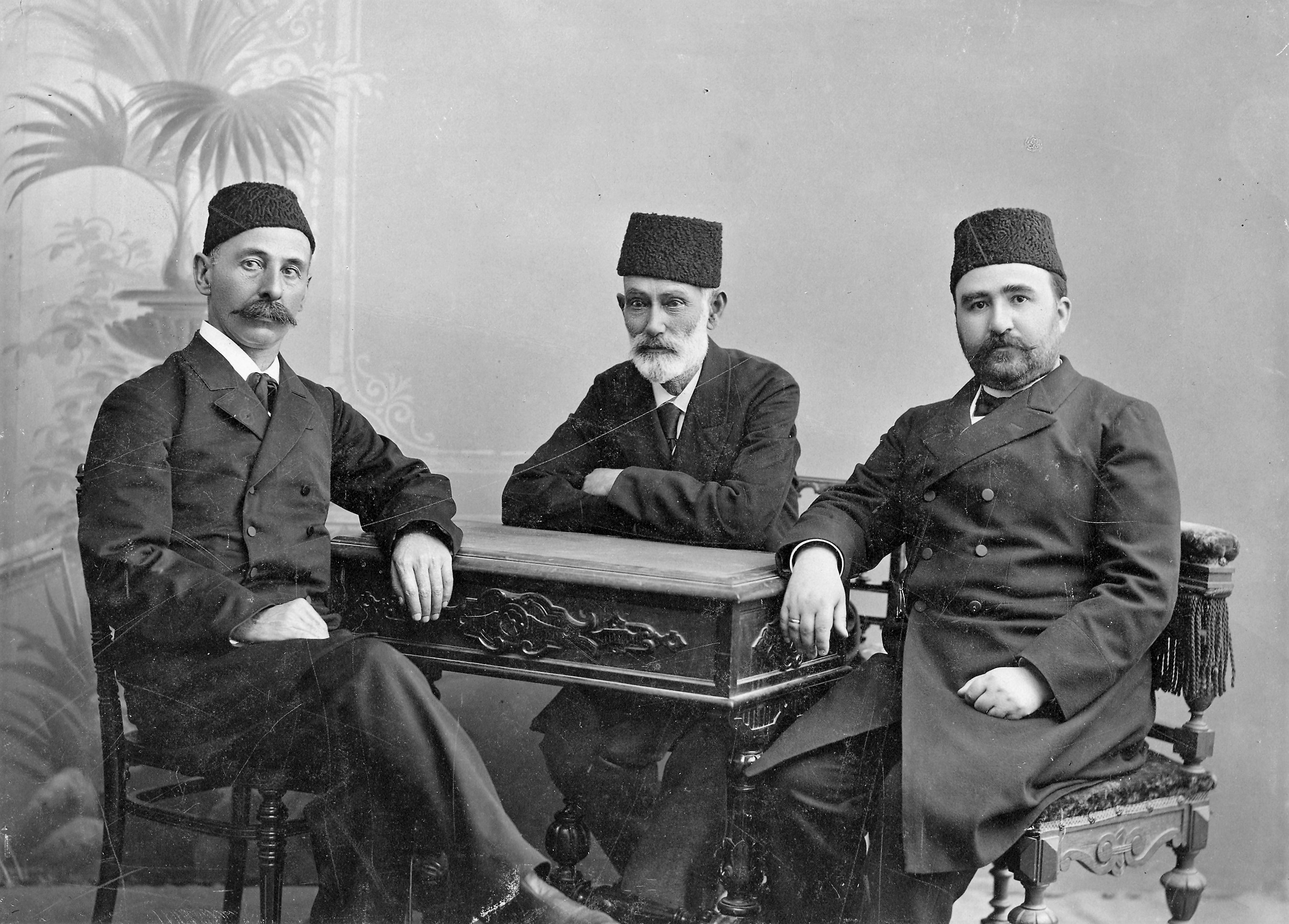
Исмаил Гаспринский, Гасан-бек Зардаби, Алимардан-бек Топчибашев. Баку, 1894 г.

Алимардан-бек был редактором «Бакинского торгово-промышленного листка» с 1888 года. После смерти Николая Сокалинского в 1897 году Гаджи Зейналабдин Тагиев принял издательство газеты «Каспий» и перевел редакцию в здание на Николаевской улице. В 1898 году Алимардан-бек Топчибашев стал главным редактором газеты «Каспий», купленной Гаджи Зейналабдином Тагиевым. Алимардан-бек Топчибашев был главным редактором газеты «Каспий» с 24 июня 1898 года по 20 октября 1907 года. В этот период в «Каспий» писали статьи такие лица, как Гасан бек Зардаби, Мухаммед-ага Шахтахтинский, Ахмед-бек Агаев, Фиридун бек Кочарли, Гашимбек Везиров. В газете были опубликованы его статьи «Мусульмане в освободительном движении», «Период возрождения мусульман», «Когда закончится геноцид?».
К 1905 году в газете «Каспий» было опубликовано 25 статей Алимардан-бека. Когда Алимардан-бек стал главным редактором газеты она стала привлекать больше внимания общественности. По сведениям, приведённым в «Кавказском календаре», в 1899 году газета «Каспий» издавалась тиражом 2500 экземпляров, в 1900—1902 гг. — 3500 экземпляров, в 1904 году — 5100 экземпляров, в 1906 году — 10 000 экземпляров. Алимардан-бек был также редактором газет «Баку» и «Хаят».
Бакинский генерал-губернатор Дмитрий Одинцов 14 ноября 1901 года поручил Бакинскому губернскому жандармскому управлению установить наблюдение за группой азербайджанских интеллектуалов и проверить их деятельность. Имена Гасан бека Зардаби, Алимардан бека Топчибашева, Ахмед бека Агаоглу, Наримана Нариманова, Гашим-бека Везирова, Султана Меджида Ганизаде, Алиаббаса Музниба значились в этой группе.

### Отношение к религии
По вероисповеданию А. Топчибашев был мусульманином. Его родители были шиитами. А. Топчибашев часто выступал из общемусульманских интересов, не ставя на передний план то или иное мусульманское течение. В своём письме к Салимгирею Джантюрину от 1908 года, посвящённом вопросу создания общемусульманского духовного учреждения, он акцентировал внимание на отстаивании исламскими течениями своей индивидуальности, что препятствовало этой идее. В связи с этим А. Топчибашев писал: «Если бы я имел власть, повесил бы всех суннитов, шиитов, азамитов и др., и оставил бы одних мусульман», поддержав также заявление Закавказского шейх аль-ислама шиита Абдуссалама Ахундзаде о непризнании им этих течений, поскольку тот считает себя мусульманином. При этом, соглашаясь с точкой зрения, что различие между суннитами и шиитами чисто политическое, он считал его раздутым «только пылкой фантазией персов, введших в ислам много из религии Зороастра» (персы традиционно шииты — прим.).
Позднее А. Топчибашев прямо указал на свою принадлежность к суннитскому течению ислама. Так, на встрече с великим визирем Османской империи Талаат-пашой в октябре 1918 года, последний сообщил ему, что при вопросе посла Иоффе «Что у вас общего с кавказскими мусульманами? Ведь они шииты, а вы турки-сунниты» он заявил о своей принадлежности к шиитам (Талаат-паша являлся последователем суфийского ордена Бекташи, близкого к шиизму). Тогда А. Топчибашев добавил: «Если бы я был с Вами в Берлине, я бы сказал господину Иоффе, что я — кавказский мусульманин, но я — суннит (хотя и рождён от родителей-шиитов)».

#### Бакинская городская дума
Алимардан-бек Топчибашев был избран депутатом Думы, набрав 154 голоса на выборах, состоявшихся 14 октября 1897 года. Алимардан-бек, Габиб-бек Махмудбеков и Фаррух бек Везиров стали первыми мусульманами, избранными в Бакинскую городскую думу.

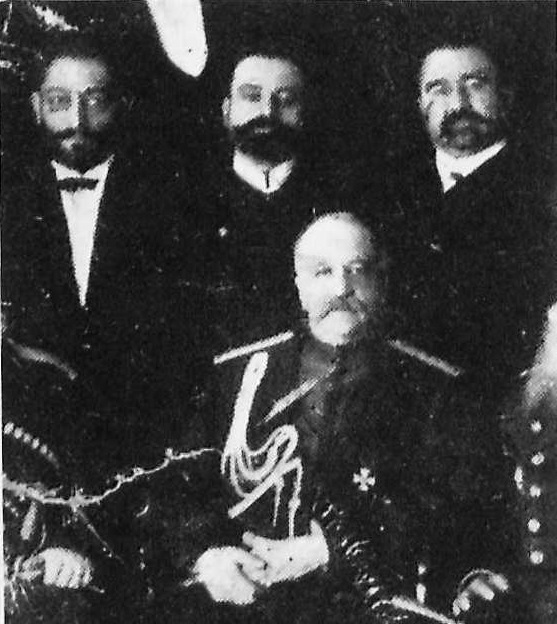
Ахмед бек Агаоглу, Алимардан бек Топчибашев и Илларион Воронцов-Дашков. Тифлис, 1906 г.

29 октября и 18 ноября 1901 года Алимардан-бек был переизбран депутатом Бакинской городской Думы сроком на четыре года на основании новых правил, после утверждения результатов выборов главой Гражданской отдела Кавказа 25 февраля 1902 года в Тифлисе, затем начал работать председателем Бакинского городского управления.

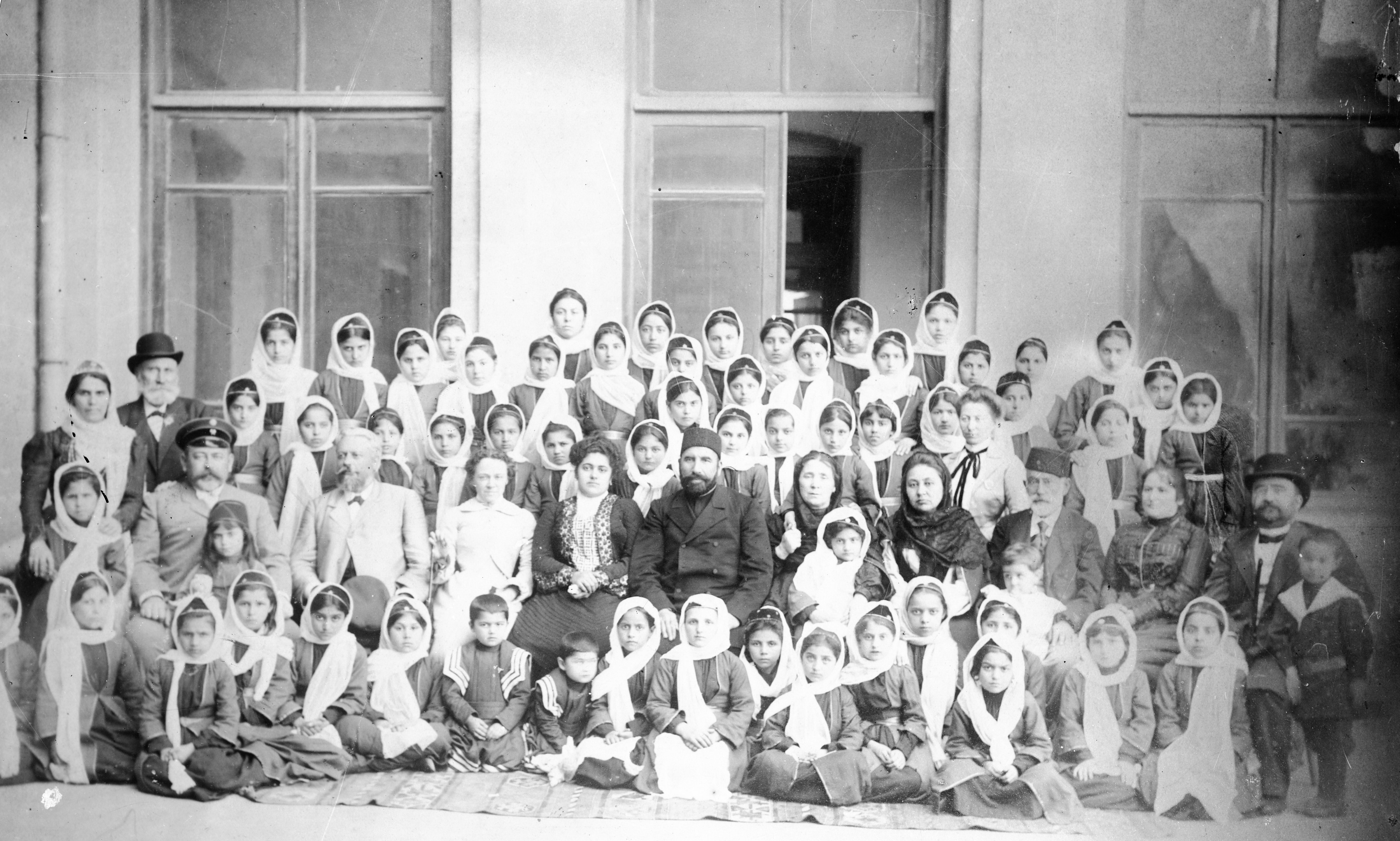
Алимардан-бек Топчибашев (первый слева из сидящих) среди членов Попечительского совета, преподавателей и учениц Бакинского женского им. Императрицы Александры Фёдоровны русско-мусульманского училища. Баку, 1901 г.

В 1901 году была открыта Русско-мусульманская женская школа императрицы Александры. На открытии были зачитаны поздравительные телеграммы, отправленные в школу. Алимардан-бек Топчибашев также принял участие во встрече и зачитал поздравительное письмо.
Во время деятельности Думы он был членом Городской Учебной Комиссии, членом Попечительского Совета Мариинской женской гимназии, Бакинского Коммерческого училища и Русско-мусульманского женского училища императрицы Александры.
Алимардан-бек Топчибашев, являвшийся членом Попечительского совета Бакинского коммерческого училища, выдвигал необходимость учёта национальных и религиозных особенностей обучающегося контингента. Алимардан-бек Топчибашев, принимавший во внимание расширение торговых связей России с Востоком, считал необходимым для обучающихся в школе изучать восточные языки, а также экономическую географию стран Кавказа и соседних стран.
Алимардан-бек был избран членом правления Бакинского мусульманского благотворительного общества, созданного в 1905 году.
В июне 1905 года во время протестов рабочих по инициативе буржуазии был создан «Комитет примирения». Бакинская городская дума избрала в комитет 28 членов. Среди них были Кербалаи Исрафил Гаджиев, Гаджи Аслан Ашуров, Кербалаи Абдулла Зарбалиев, Иса бек Гаджинский, Мирза Асадуллаев, Исмаил бек Сафаралиев, Абдулла Салимханов, Алимардан-бек Топчибашев и Ахмед-бек Агаев.

#### Государственная Дума

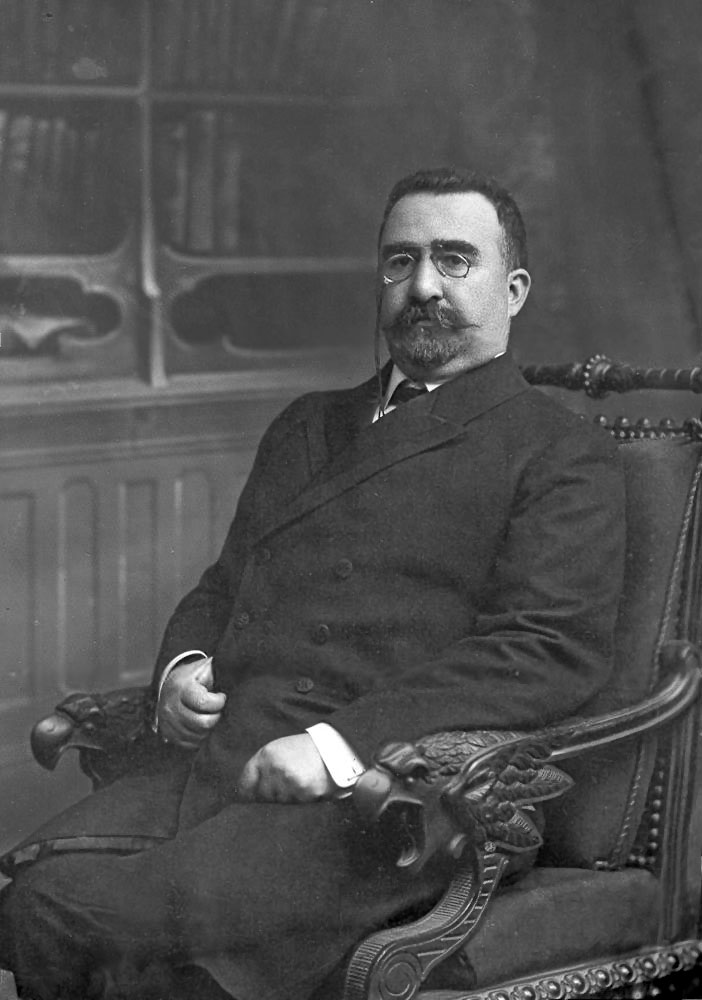
Топчибашев был членом Государственной Думы

В сентябре 1905 года царизм разрешил собрание нефтепромышленников и представителей рабочих, чтобы помешать бакинскому пролетариату вести революционную борьбу. Были проведены выборы для направления представителей на собрание. Алимардан-бек Топчибашев был в числе представителей, отобранных для участия в заседании. Митинг открылся 30 сентября в Санкт-Петербурге, и Алимардан-бек Топчибашев сообщил о бедственном положении бакинских рабочих и защитил их интересы.

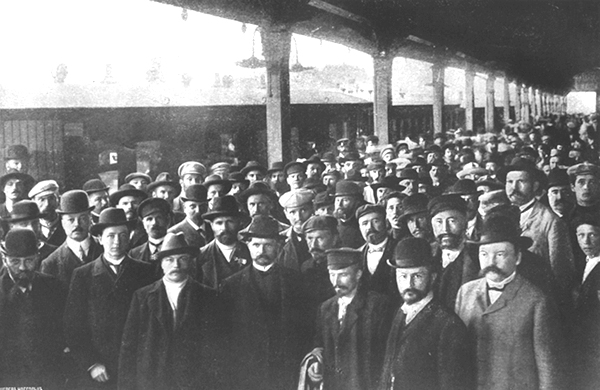
Депутаты собрались для «Выборгского воззвания». Алимардан-бек Топчибашев находится между двумя людьми, стоящими в первом ряду справа внизу и во втором ряду.

В декабре 1905 года царь издал закон о выборах в Государственную думу. В марте-апреле 1906 года в Бакинской и Елизаветпольской губерниях впервые прошли выборы в Государственную думу. От Азербайджана депутатами I Государственной Думы были избраны Асадуллабек Мурадханов, Мамедтаги Алиев, Алимардан-бек Топчибашев от Бакинской губернии, Абдуррахим-бек Хагвердиев и Исмаил хан Зиядханов от Елизаветпольской губернии. С 27 апреля по 8 июля 1906 года в Петербурге действовала Первая Государственная Дума. Всего в Бириничской Государственной Думе работало 25 депутатов-мусульман. 21 июня 1906 года в Думе была образована мусульманская фракция под председательством Алимардан-бека Топчибашева. Он также присоединился к левому крылу фракции Народной свободы в Думе и стал членом Партии народной свободы.
Алимардан-бек Топчибашев принял участие в обсуждении ряда вопросов, обсуждавшихся в Думе, осудил аграрную и переселенческую политику правительства, поддержал требование автономии малочисленных народов России, в основном мусульман. Деятельность мусульманской фракции, а также входящей в неё парламентской группы Союза автономистов беспокоила царские власти. Через 72 дня царское правительство изгнало революционную Думу, критиковавшую его деятельность. 8 июля 1906 года Дума была распущена, и кадеты предложили депутатам собраться в Выборге, под Петербургом. Около 200 депутатов собрались в Выборге 9-10 июля 1906 г., протестуя против роспуска Думы, и приняли «Выборгское ходатайство». В этом документе для защиты Думы оправдывалось использование форм уклонения от уплаты налогов и уклонения от военной службы. Алимардан-бек Топчибашев также подписал этот призыв к Выборгу вместе с 6 депутатами и летом 1908 года был заключен в тюрьму на три месяца за эту деятельность. В то время он был исключен с работы в газете «Каспий» и из состава Бакинской городской думы.
В этот период Алимардан-бек был приглашен государством Каджаров возглавить один из департаментов Министерства юстиции. Однако он не принял это приглашение.

#### Всероссийские мусульманские съезды
15 августа 1905 года на Первом Всероссийском съезде мусульман, состоявшемся самовольно во время ярмарки в Нижнем Новгороде, его заместителями были избраны председатель Исмаил-бек Гаспринский, Алимардан-бек Топчибашев, Рашид Ибрагимов и Абулсугут Ахтямов. Алимардан-бек Топчибашев открыл съезд. Одним из главных вопросов, обсуждавшихся на съезде, было создание мусульманской политической партии, способной объединить всех российских мусульман в политической и культурной сферах. После обсуждений было принято решение о создании «Иттифаги-Муслимин».
13-23 января 1906 года Алимардан-бек Топчибашев, Кара-бек Карабеков и Асадулла Ахундов из Азербайджана приняли участие во II Всероссийском съезде мусульман, тайно проходившем в Петербурге без официального разрешения. На съезде обсуждались программа и проекты устава «Союза», подготовленные Алимардан-бек Топчибашевым, тактика на выборах в Первую Государственную Думу Российской империи. Был принят проект устава и временной программы из 23 пунктов, а недостатки рекомендовано устранить до следующего съезда. Съезд решил действовать вместе с кадетами на выборах в Думу.

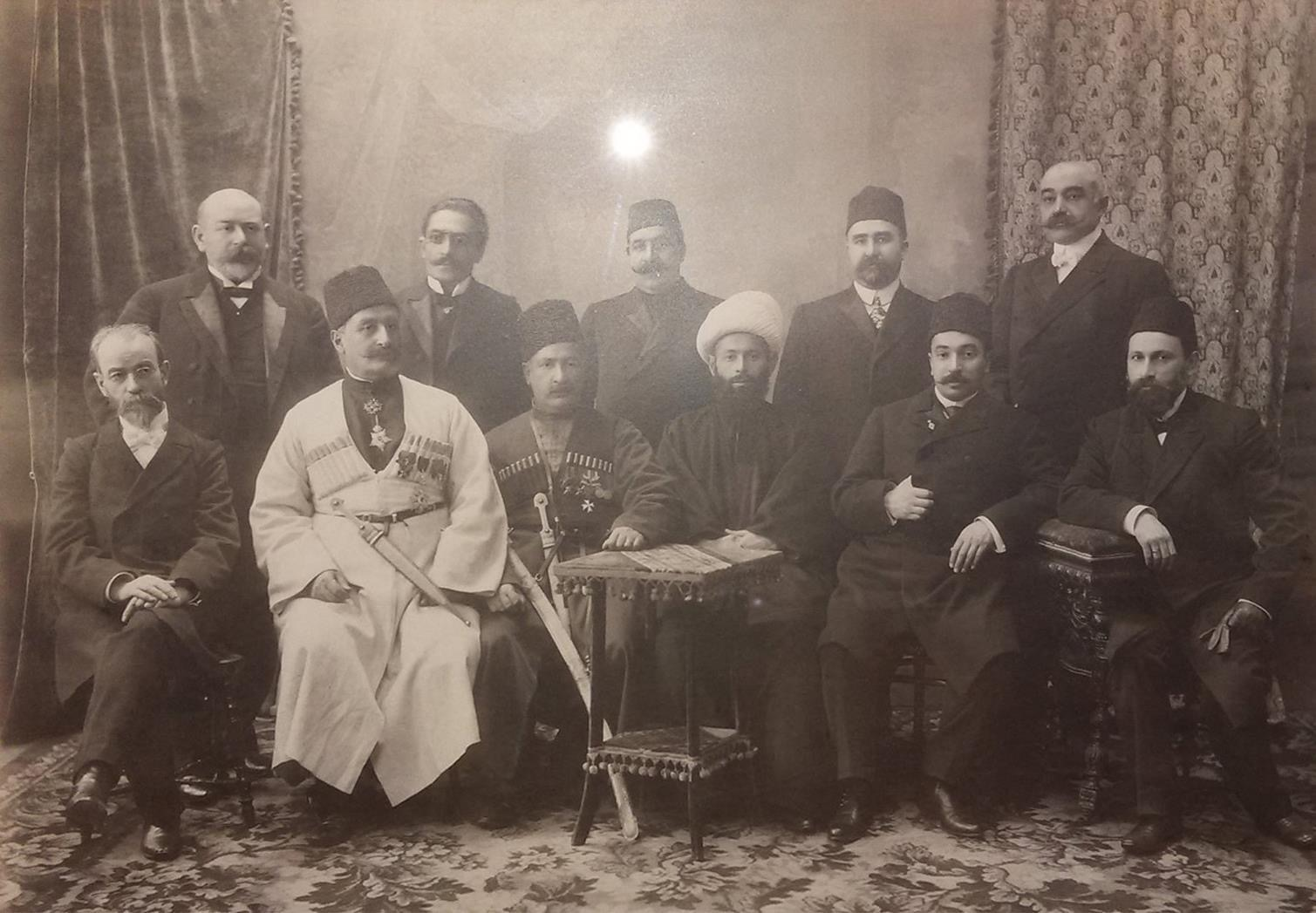
Азербайджанские политики и интеллектуалы. Алимардан-бек Топчибашев, второй справа. Тифлис, 1906 г.

15-21 августа 1906 года Алимардан-бек Топчибашев был избран председателем III Всероссийского съезда мусульман, проходившего в Нижнем Новгороде. На съезде были созданы две комиссии (по делам образования и по делам религии) в составе 15 человек каждая. На основании докладов председателей комиссий было принято решение о «Реформе школы» с 33 статьями и о совершенствовании религиозной политики с 13 статьями. Съезд также принял программу «Иттифаги-муслимин», состоящую из 11 разделов и 79 статей, подготовленную Алимардан-бек Топчибашевым. В программе предлагалась идея конституционной монархии. При нём был избран Центральный комитет «Иттифаги-Муслимин» в составе 15 человек и постоянное бюро из 3 человек. Алимардан-бек Топчибашев был избран членом ЦК и Бюро. Он также был избран председателем партийно-правовой комиссии.
15-25 июня 1914 года 6 депутатов Думы и 34 известных общественно-политических и влиятельных священнослужителя из мусульманских губерний России собрались и провели совещание в Петербурге. По предложению руководителя мусульманской фракции в IV Думе К. М. Тевкелева, председательствовавшего на заседании, это собрание было признано IV мусульманским съездом. Заместителями председателя на этом собрании были избраны Алимардан-бек Топчибашев и Абулсугут Ахтямов. Уполномоченный IV Всероссийский съезд мусульман постановил отметить 15 августа как день солидарности мусульман России. Съезд был посвящен вопросам «духовных конгрегаций» и реформы мусульманских религиозных школ. Алимардан-бек Топчибашев выступил с чрезвычайной речью от имени представителей Азербайджана на заседании Курултая 8 мая и предупредил российских мусульман и временное правительство об угрозе национальной резни, ожидающей азербайджанский народ. По этому вопросу съезд принял решение направить в Петербург делегацию под руководством Алимардан-бек Топчибашева.
После Февральской революции количество съездов было обнулено. 1-11 мая 1917 года в доме миллионера Шамси Асадуллаева в Москве состоялся съезд мусульман России. Алимардан-бек был избран членом правления конгресса. На съезде начались и развернулись дискуссии по вопросу управления и национально-культурной автономии, и в результате представители под руководством Алимардан-бек Топчибашева снова начали его обсуждать. Обращаясь к представителям, Топчибашев отметил, что вопрос о методах управления является очень важной и большой политической проблемой и является для них контрольным пунктом. Он также высказал следующее мнение:
Во-первых, мы хотим народную республику (демократически-федеративную республику), это наше главное желание. Народная республика означает, что вся власть полностью в руках народа, демократия. Другими словами, ее еще называют "народной властью"

#### В 1914—1917 гг.

Кутлу-Мухаммед Тевкелев и А. М. Топчибашев. Оренбург, 1914 г.

В 1914 году Алимардан-бек Топчибашев организовал в Баку «Совещательное собрание» в составе 45 человек, подготовил «пакет требований» мусульман и направил его царским властям. В 1915 году в Баку прошли выборы на руководящие посты Общества Спасения. Алимардан-бек был избран председателем общества на выборах. Хотя де-факто председателем общества был Иса-бек Ашурбеков, де-юре председателем общества в разное время были разные лица. Алимардан-бек проработал на этой должности до 1916 года.
После Февральской революции, 15-20 апреля 1917 года, в Баку состоялся съезд мусульман Кавказа. На этом съезде председательствовал Алимардан-бек Топчибашев. На открытии съезда он сказал:
Политика старого русского правительства по отношению к нерусским народам, проживающим в России, была политикой раскола, а конфликт между армянами и азербайджанцами был результатом политики человеконенавистничества.
На шестом заседании, состоявшемся 7 мая, председательствовал Алимардан-бек Топчибашев, выступавший от имени Президиума Конгресса.
12-15 августа 1917 г. в Москве была созвана государственная конференция. Алимардан-бек Топчибашов был среди 34 представителей мусульман, прибывших из разных уголков России на это собрание, созванное Временным правительством. 13 августа состоялось собрание представителей мусульман Московского совета. Здесь была организована комиссия по подготовке доклада представителя, который выступит на собрании. Комиссия поручила Алимардан-бек Топчибашеву подготовить доклад и выступить с речью. В своем выступлении на собрании Алимардан-бек Топчибашев отметил, что проживающие в России мусульмане приветствуют свержение царизма, защищают и укрепляют общественно-политические организации, революционные завоевания — свободу, равенство и братство, которые повсеместно стали зарождаться на демократических началах.

#### Совет общественных организаций
5 марта 1917 года в Баку были созданы Совет мусульманских общественных организаций и его Исполнительный комитет. Наряду с Мамед-Гасаном Гаджинским, И. Фроловым, Ибрагим беком Гейдаровым и другими в состав Комитета вошёл также Алимардан-бек Топчибашев. 29 марта 1917 года в Баку был организован Временный исполнительный комитет Мусульманского национального совета. В его состав были избраны Мухаммед Амин Расулзаде, Мамед-Гасан Гаджинский, Алимардан-бек Топчибашев и другие. 17 июля 1917 года был организован новый исполком в составе 33 человек. Алимардан-бек Топчибашев был избран председателем нового Исполкома.
29 августа 1917 года Исполнительный комитет Бакинского совета мусульманских общественных организаций решительно осудил контрреволюционное восстание Корнилова и заявил, что полностью поддерживает Временное правительство.
5-6 и 12 сентября 1917 года было созвано очередное заседание Бакинского комитета мусульманских общественных организаций. На собрании избраны Алимардан-бек Топчибашев, председатель Комитета, и заместители председателя Мамед Эмин Расулзаде и Фатали Хан Хойский.
В результате Октябрьской революции в России в 1917 году большевистский Бакинский Совет во главе со Степаном Шаумяном захватил власть в Бакинской губернии. В Баку российские и армянские вооруженные формирования начинают грабить население Азербайджана. Грабежи, беспорядки и произвольные обыски происходили только в кварталах, населенных азербайджанцами. Протестуя против этого, мусульманские купцы закрыли все магазины. 26 декабря 1917 года почти большая часть лавок и магазинов турок в Баку была закрыта. Встревоженные событиями азербайджанцы начинают волноваться. Перед зданием Исмаилии проходит митинг, на котором собираются до 3000 турок и требуют от Комитета мусульманских общественных организаций принять меры по наведению порядка в городе. Спикеры протестовали против грабежей, насилия и произвольных обысков. Прокофий Джапаридзе, заместитель председателя исполкома Бакинского Совета, пришедший на митинг, обещает принять необходимые меры, чтобы положить конец любому произволу со стороны Советов, чтобы успокоить население. Мамед Эмин Расулзаде, участвовавший в митинге, предлагает создать комиссию в составе 5 человек, чтобы в городе не было хаоса. В резолюции, принятой после долгих обсуждений, говорилось, что нельзя допускать произвольных обысков и конфискации оружия, а мусульманские ополченцы должны размещаться в районах, населенных мусульманами. При этом отмечалось, что Национальному комитету следует поручить создать совместно с Военно-революционным комитетом комиссию в составе 5 человек для реализации принятых решений. В тот же день проводится экстренное заседание Национального комитета для выполнения требований. В этой встрече приняли участие Алимардан-бек Топчибашев, Башир-бек Ашурбеков, Мамед Эмин Расулзаде, Ибрагим-бек Гейдаров и Мамед-Гасан Гаджинский.

##### Выборы
Алимардан-бек Топчибашев, председатель Мусульманского национального комитета, в своем выступлении на Первом съезде партии «Мусават» в октябре 1917 года заявил, что пожелания и цели Национального комитета полностью совместимы с желаниями и целями «Мусават». Поскольку программы Бакинского комитета мусульманских общественных организаций и партии «Мусават» пересекались, на выборы в Бакинскую городскую думу в октябре 1917 года они вышли единым списком. В октябре-ноябре Алимардан-бек Топчибашев принял участие в выборах в Бакинскую городскую думу на основе всеобщего избирательного права и был избран депутатом Бакинской городской думы.

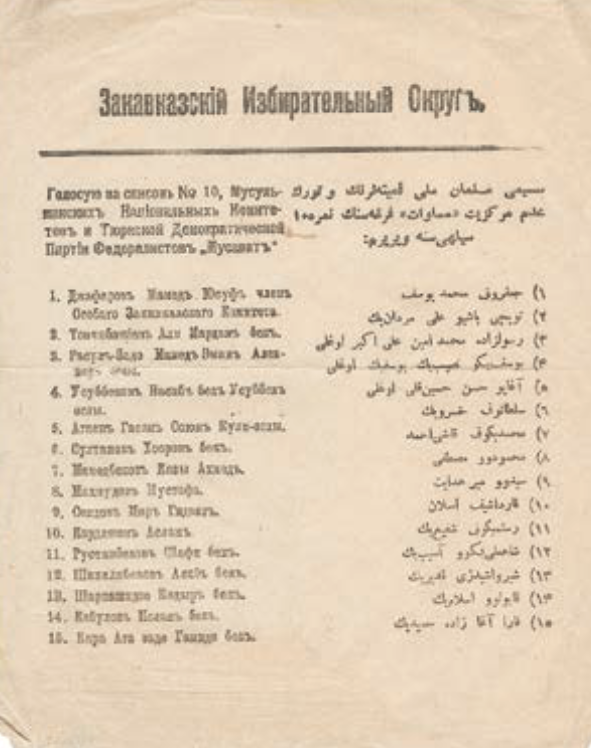
Единый список № 10

С 26 по 28 ноября 1917 г. на Южном Кавказе прошли выборы во Всероссийское учредительное собрание. Партия «Мусават» и Мусульманские национальные комитеты участвовали в выборах единым списком под номером 10. В этом списке на первом месте значился Мамед Юсиф Джафаров, член Особого закавказского комитета, а на втором месте Алимардан-бек Топчибашев. Единый список № 10 партии «Мусават» и Мусульманских национальных комитетов занял второе место в Закавказском избирательном округе после меньшевиков, за которых проголосовало в основном население Грузии, с 615 816 (25,08 %) голосов. Это также означало, что 63 процента мусульман проголосовали за единый список № 10.
Алимардан-бек Топчибашев ушёл из руководства Южно-Кавказским мусульманским комитетом в декабре 1917 г. после победы на этих выборах. Однако пришедшие к власти в России большевики 6 января издали декрет о роспуске Всероссийского Учредительного собрания, начавшегося 5 января 1918 г.

#### В Сейме Закавказья
После этого события в январе 1918 года в Тифлисе избранные в Учредительное собрание представители от Закавказья приняли решение об учреждении Закавказского сейма — регионального законодательного органа, и 23 февраля 1918 года состоялось первое заседание сейма. Алимардан-бек Топчибашев также был членом сейма. В сейме члены-мусульмане создали мусульманскую фракцию. Алимардан-бек Топчибашев вошёл в эту фракцию как член «Мусульманско-демократической нейтральной группы».

### Период Азербайджанской Демократической Республики

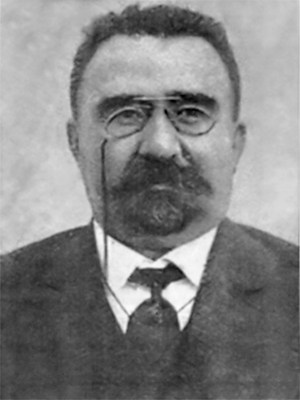
Алимардан-бек Топчибашев

После событий марта 1918 года, 3 апреля, Алимардан-бек Топчибашев был арестован армянскими солдатами и заключен под стражу на месяц. Позже он был освобожден под залог организации «Гуммет», но по требованию армян вновь арестован и отправлен в Баиловскую тюрьму. Топчибашева, госпитализированного под наблюдение после суровых условий содержания в тюрьме, вновь внесли залог и отпустили.
28 мая 1918 года, когда Национальный Совет Азербайджанской Демократической Республики подписал в Тифлисе Декларацию о независимости Азербайджана, Алимардан-бек находился в тюрьме в Баку.

#### В правительстве
Алимардан-бек Топчибашев был назначен министром без портфеля в правительстве II Хойского, организованном Фатали-ханом Хойским 17 июня 1918 года. 6 октября, в ходе внутренних изменений в кабинете министров, Топчибашев был назначен министром иностранных дел. Алимардан-бека Топчибашева правительство направило в Стамбул в качестве чрезвычайного министра, чтобы через него установить дипломатические отношения с Османской империей и странами Европы. В августе 1918 года председатель Совета министров Фатали-хан Хойский издал Постановление № 1144 по этому поводу и направил телеграмму председателю азербайджанской мирной делегации в Стамбуле Мамед Эмину Расулзаде:
Г-ну председателю азербайджанской делегации мира.
По решению правительства от 20 августа 1918 года член правительства Азербайджанской Республики, министр Алимардан-бек Топчибашев был командирован в Османскую империю с чрезвычайными полномочиями по всем вопросам, касающимся интересов Азербайджанской Республики. Правительство решило сообщить представителям, которых вы возглавляете, что, если международная конференция состоится, свяжитесь с Алимардан беком Топчибашевым, и он имеет право участвовать в ней в качестве полноправного члена Азербайджанской Мирной Делегации.
Алимардан-бек Топчибашев, покинувший Гянджу 23 августа 1918 года, сначала останавливался в Тифлисе и провел ряд встреч. Здесь он провел встречи с главами грузинского правительства и османским представителем Абдул Карим-пашой, после чего двинулся по батумскому маршруту. Алимардан-бек Топчибашев прибыл в Стамбул 28 сентября 1918 года в качестве чрезвычайного представителя и полномочного министра и через несколько дней приступил к официальным встречам.
Я немного знаком с русским большевизмом, могу вас уверить, что и нынешняя российская власть плохо относится к мусульманам. Большевики доказали это, когда пригласили в помощь себе в Баку армянских дашнаков, которые были известными националистами-шовинистами и в один день стали большевиками
Мехмед Талаат-паша, в свою очередь, сказал, что исполнилось только одно наше желание, то есть развал Российской империи. Это хороший результат и для нас, и для вас, и для всех народов Кавказа и России. Чтобы эффективно использовать это, азербайджанцы, армяне и грузины должны забыть о мелких противоречиях и недовольствах между ними и установить искренние отношения. Алимардан-бек Топчибашев выразил признательность турецкому правительству за помощь, оказанную в освобождении Баку.
2 октября Алимардан-бек Топчибашев встретился с министром иностранных дел Османской империи Ахметом Насими. На этой встрече Ахмад-бей Алимардан-бек отметил, что Османская империя всегда готова помочь Азербайджану, и затронул вопрос о границах страны с армянами и грузинами. Министр иностранных дел Османской империи Ахмед Насим-бей отметил необходимость устранения разногласий между кавказскими республиками и определения границ на основе взаимного согласия. Алимардан-бек Топчибашев обосновал невозможность совместной работы с армянами и сказал, что аппетит армян очень велик. Они хотят удовлетворить этот аппетит за счет других, прежде всего за наш счет. Они ведут контрпропаганду в столицах почти всех стран и распространяют ложную информацию о том, что наш народ не способен наладить собственную государственную жизнь и не способен жить в мире с соседними народами, нанося ущерб интересам Азербайджана. Поэтому нам необходимо иметь представительство в европейских столицах.

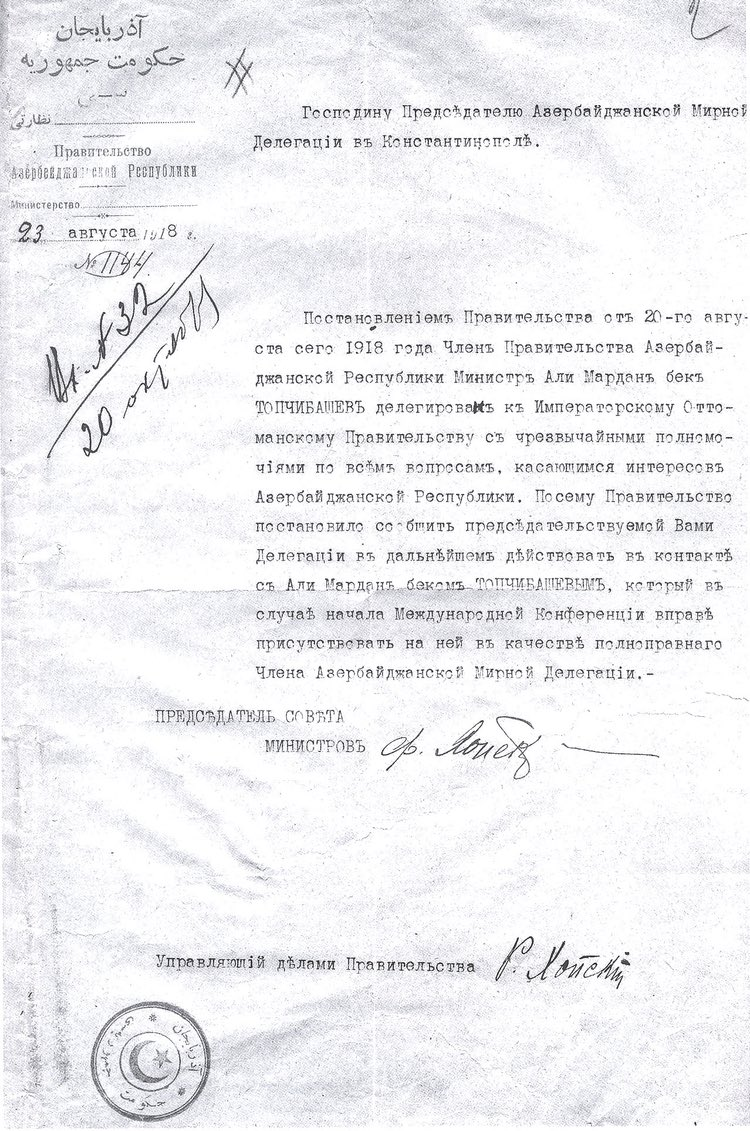
Решение о назначении г-на Алимардана председателем Азербайджанской делегации мира

2 октября Алимардан-бек был принят османским султаном Мехмедом VI Вахидеддином. Алимардан-бек в ходе переговоров отметил, что есть много людей, которые не хотят азербайджанцев, но азербайджанцы никогда не боялись врагов, потому что знают, что у них есть большой друг. «Не друг, а брат!» — начал разговор Султан и сказал, что все тюрки братья азербайджанцам и это братство должно быть вечным.
Алимардан-бек проводил встречи в Стамбуле в такой хронологии:
1. 3 октября 1918 г., в 3-й день, в 12:40 встреча с Халил-беем (Ментеше), министром юстиции Османской империи;
2. 3 октября 1918 г., в 3-й день, в 12:50 встреча с Энвер-пашой, военным министром Османской империи;
3. В первый день 21 октября 1918 г. в 14:15 встреча с новым главнокомандующим Османской империи Ахметом Иззет-пашой;
4. В воскресенье, 27 октября 1918 г., в 12 часов встреча с Мехмедом Наби-беем, новым министром иностранных дел Османской империи;
5. Встреча с заместителем министра народного просвещения Османской империи в 12 часов 15 минут первого дня 28 октября 1918 года;
6. 28 октября 1918 г., день первый, встреча с новым шейхуль-исламом Османской империи Омаром Хулуси Эффенди;
7. 3 ноября 1918 г., в 21:30, встреча с Рауфом Беем, министром военно-морского флота Османской империи и главой османской делегации на Батумско-Трапезундской конференции;
8. 4 ноября 1918 г. в 12 часов 10 минут встреча с заместителем министра иностранных дел Османской империи господином Рашадом Хикметом;
9. Встреча с Мехмедом Наби-беем в Министерстве иностранных дел Османской империи 5 ноября 1918 г. в 11:20;
10. 8 ноября 1918 года, в 14 часов, встреча с Мехмедом Джавидом, министром финансов Османской империи.

В ходе переговоров с военным министром Энвером-пашой на встрече с зам. Министр народного просвещения.
На встрече с Алимардан-беком Шейхульисламом и Омаром Хулуси-эфенди он указал на влияние столетнего российского колониализма на духовность Азербайджана и показал, что разжигание суннитско-шиитской вражды является традиционной российской политикой, и сослался на завещание российского императора Петра I как пример.

##### Мудросский договор
Осенью 1918 года Четверной союз, в который входили Германия, Османская империя, Австро-Венгрия и Болгария, потерпел поражение в Первой мировой войне. 30 октября Османская империя была вынуждена подписать суровые условия Мудросского договора. Согласно 11-й статье этого договора, турецкая армия должна была покинуть Азербайджан и Закавказье как можно скорее, османские войска в Азербайджане должны были покинуть Баку не позднее чем через неделю, а весь Азербайджан не позднее чем через месяц. Согласно статье 15, Турция должна была передать контроль над Закавказской железной дорогой Антанте и не возражала против оккупации союзниками Баку.
4 ноября Алимардан-бек передал заместителю министра иностранных дел османского правительства Рашаду Хикмет-бею ноту протеста по части Мудросского соглашения, касающейся Азербайджана. Он заявил, что включение статьи о городе Баку в Мудросское соглашение противоречит международному праву и способствует оккупации Азербайджана британцами. Министерство иностранных дел Османской империи в ответной ноте заявило, что, выполняя условия мира с Антантой, султанское правительство хотело остаться в стороне от конфликта, который мог возникнуть из-за оккупации Баку британскими войсками.
Согласно Мудросскому соглашению, территория Азербайджана была включена в зону оккупации британских войск. Алимардан-бек в своем письме, написанном из Стамбула премьер-министру Фатали-хану Хойскому от 31 октября, советовал срочно вступить в переговоры с англичанами в Раште и Энзели и созвать Национальный совет. В ответ на этот призыв делегация в составе Насиб-бек Юсифбейли, Ахмед-бек Агаоглу и Муса бека Рафиева в начале ноября выехала в Энзели для встречи с командованием британской армии Северного Ирана. Представители азербайджанского правительства получили гарантию участия Азербайджана в международной мирной конференции во время переговоров с главнокомандующим союзными войсками генералом Уильямом Томсоном в Энзели в ноябре 1918 года. Топчибашев считал необходимым связаться с представителями Армении и Грузии, укрепить отношения и подготовить Азербайджан к конференции.
17 ноября 1918 года в Баку вошли британские войска во главе с генералом Уильямом Томсоном. В то время Топчибашев, который был автором меморандума, представленного дипломатическим представителям Антанты, Франции, Англии, Америки, Италии, Греции и Японии в Стамбуле, заявил от имени азербайджанского правительства, что считается возможным получить сближение с армянским и грузинским народами, которые веками были соседями, и объединение этих народов в конфедерацию.
Алимардан-бек Топчибашев в Стамбуле, Суковкин, представитель Украины в Османской империи, Мирза Махмуд-хан, представитель Гаджарского государства в Османской империи, британский полковник Тамп, бывший министр иностранных дел Временного правительства России Павел Милюков, Американский чиновник г-н Браун, избранный за близость к президенту Вильсону, граф Сфорт, секретарь представительства Королевства Италия в Османской империи, представитель Швеции в Османской империи Анкархберд, бывший министр иностранных дел Российской империи Сергей Сазонов, дипломатический представитель в Османской империи Хайек, министр иностранных дел Хаджарского государства Мушаварел Мамалек Хан, представитель Нидерландов в Османской империи Ван дер Доус де Вильбуа, украинский представитель Болгарии А. Сульгин, председатель Армянского национального совета и Он также провел встречи с Аветисом. Агаронян, глава армянской делегации на Парижской мирной конференции. На этих встречах Алимардан-бек Топчибашев предоставил представителям этой страны информацию об Азербайджане, изучил их взгляды и подходы. На этих встречах Топчибашев вручил им ноту протеста Азербайджана по Мудросскому соглашению.
На встрече с Наеском американский дипломатический представитель обратился к президенту США Вудро Вильсону с просьбой применить к Азербайджану «четырнадцать принципов мира», чтобы способствовать признанию независимости республики Соединёнными Штатами Америки. При этом на встрече с представителем агардианского колчаковско-деникинского правительства Сергеем Сазоновым он пояснил, что Азербайджан освободился от российского рабства, создал независимую республику и не будет вмешиваться во внутренние дела России. После беседы Топчибашева с министром иностранных дел государства Каджаров Алигулу-ханом Ансари удалось смягчить враждебную позицию иранской стороны.
После встречи с британским полковником Темплом он написал, что получил официальное указание от адмирала Лондона не принимать представителей государств, вышедших из состава Российской империи.
На встрече с Сергеем Сазоновым, бывшим министром иностранных дел Российской империи, он сказал Алимардан-беку Топчибашеву, что кавказские мусульмане очень близки к русским и не хотят уезжать из России. На другой встрече, проведенной Алимардан-бек Топчибашевым, министр иностранных дел Гаджарского государства Муаварел Мамалек Али Гулу Хан сказал: «Верно и то, что Азербайджан находился под властью наших шахов».
7 декабря 1918 года был открыт Парламент Азербайджанской Демократической Республики и действующее правительство Хойского II ушло в отставку. Алимардан-бек Топчибашев не был назначен министром в правительстве Хойского III, которое было создано под руководством Фатали-хана Хойского.
16 декабря 1918 года Алимардан-бек Топчибашев написал письмо председателю Совета министров Фатали-хану Хойскому по поводу возможной проблемы признания Азербайджана независимым государством и предложил сформировать Генеральную делегацию из представителей всех закавказских Республики для участия в Парижской мирной конференции:
Во время наших встреч, с кем бы я ни встречался, начиная с премьер-министра, турецких министров, иностранцев, публицистов, в том числе с морским министром Турции, главой делегации Турции на мирных переговорах Рауфом Беем, все давали значение одной мысли, что путь к достижению независимости заключается в создании Конфедерации кавказских народов. Думаю, это пока единственный выход

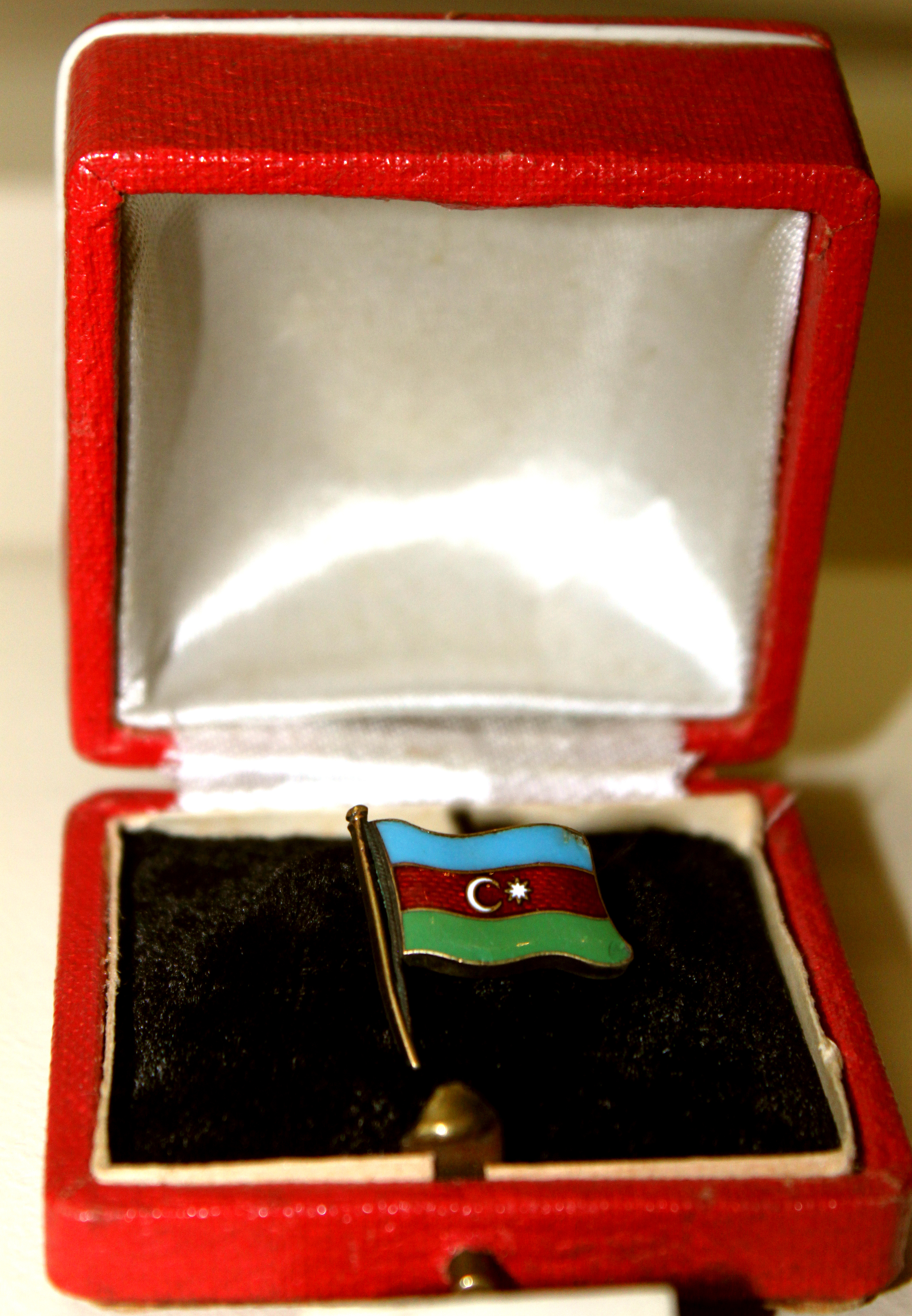
Депутатский знак Алимардан-бека Топчибашева

23 декабря 1918 года было представлено письмо Алимардан-бека Топчибашева дипломатическому представителю Французской Республики в Османской империи по поводу вручения меморандума французскому правительству. Это письмо было доставлено представителям Соединённых Штатов Америки и Италии в Османской империи. В этом письме он сообщил информацию о прилагаемом меморандуме. Он отметил, что в меморандуме содержится информация о Кавказском Азербайджане, его борьбе против большевиков, независимой Азербайджанской Республике, его населении, территории и будущем устройстве. В своем письме Алимардан-бек Топчибашев заявил, что надеется, что Французская Республика признает независимость Азербайджанской Республики.

#### В парламенте
7 декабря 1918 года был создан Парламент Азербайджанской Демократической Республики. Председатель Национального совета Азербайджанской Демократической Республики и партии «Мусават» Мамед Эмин Расулзаде открыл парламент, поздравил его депутатов с этим событием и призвал их быть защитниками интересов народа и мира. В то же время Мамед Эмин Расулзаде предложил избрать председателя и депутата парламента. Он выдвинул кандидатуру Алимардан-бек Топчибашева на пост председателя. Несмотря на то, что он находился в Стамбуле, во время голосования Алимардан-бек был единогласно избран председателем при поддержке социалистов, профсоюзов и мусаватистов. Однако, поскольку он был в командировке, сначала Гасан-бек Агаев, а затем Мамед Юсиф Джафаров возглавил деятельность парламента. Алимардан-бек не был членом какой-либо фракции в парламенте.
28 декабря 1918 года парламент избрал состав делегации на Парижскую мирную конференцию. В этот состав вошли Алимардан-бек Топчибашев (председатель), Мамед-Гасан Гаджинский (заместитель председателя), Акпер-ага Шейхульисламов, Ахмед-бек Агаев, Мамед Магеррамов, Джейхун Гаджибейли и Мир Ягуб Мехтиев.
Состав парламентских комиссий и президиума пришлось обновить по истечении одного года (7 декабря 1919 г.). Однако новые внутренние выборы были отложены по предложению членов.
На сто одиннадцатой сессии парламента 29 декабря 1919 года проводится голосование за председательство. Алимардан-бек Топчибашев повторно выдвинут на пост председателя Мамед Эмином Расулзаде. Путем закрытого голосования (с черными и белыми шарами) в пользу Алимардан-бек Топчибашева используется 67 шаров (белых), против него — 8 шаров (черных). Таким образом, Алимардан бек Топчубашов переизбирается председателем сроком на 1 год.

#### В делегации

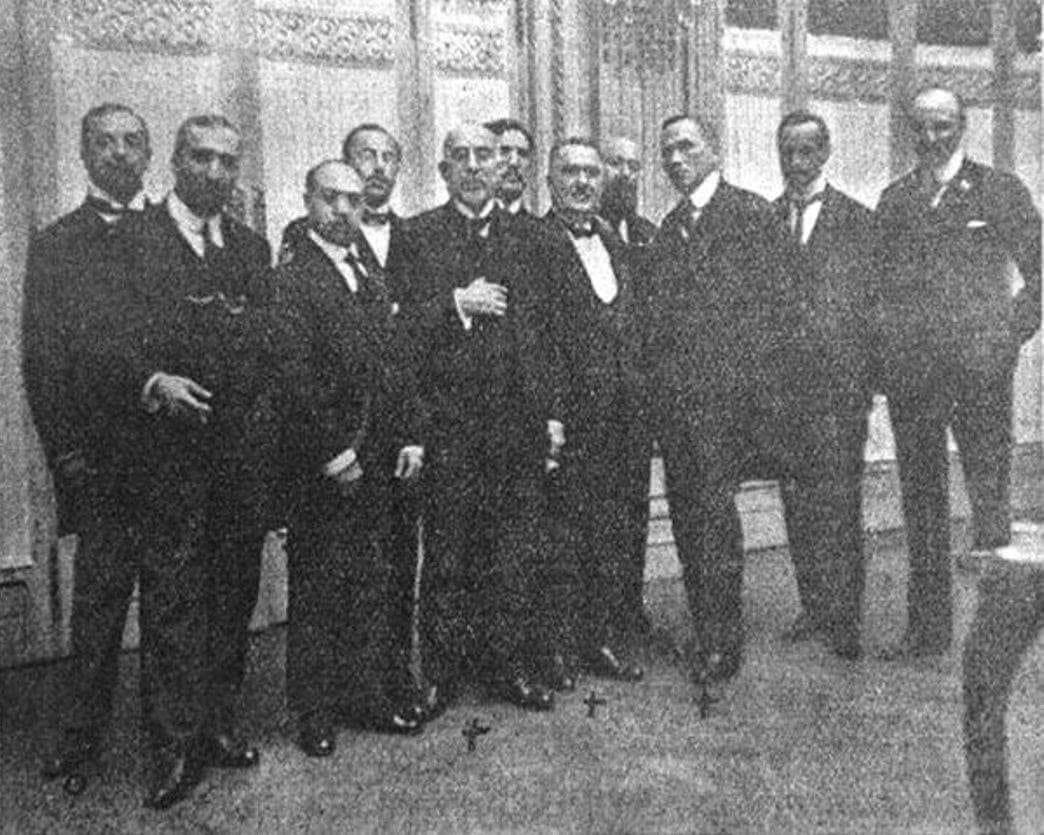
с представителями Грузии и Польши. В первом ряду (слева направо): Мамед-Гасан Гаджинский, Акпер-ага Шейхульисламов, председатель грузинской делегации Николай Чхеидзе, Алимардан-бек Топчибашев, Роман Дмовский, член польской делегации. Париж, 1920 г.

20 января 1919 года в Стамбул прибыла азербайджанская делегация для участия в Парижской мирной конференции. Однако французское правительство не выдало им виз для въезда в Париж. Недопуск азербайджанской делегации в Париж вызвал обеспокоенность у них и азербайджанского правительства. В телеграмме Алимардан-бека Топчибашева от 22 февраля 1919 года было написано:
Телеграмма из Константинополя в Баку – британская штаб-квартира.

Я хотел бы сообщить Председателю Правительства, что я еще не смог поехать в Париж, потому что разрешение не было дано.
В то время Алимардан-бек Топчибашев провел встречи с дипломатами и представителями Турции, Ирана, России, Соединённых Штатов Америки, Великобритании и Франции, проинформировал их о политическом и экономическом положении Азербайджана и попросил их помочь своим странам. признать Азербайджан независимым государством.
Из письма Алимардан-бека Топчибашева председателю Совета министров Фатали-хану Хойскому от 17 марта 1919 года видно, что представители союзных войск препятствуют поездке азербайджанской делегации на Парижскую мирную конференцию. В результате переговоров с французскими официальными лицами 29 марта стало известно, что только 2 или 3 члена азербайджанской делегации допущены к поездке в Париж. Британская делегация не разрешила Алимардан-беку отправиться в Лондон, а французская делегация согласилась пропустить в Париж только 3 человек, указанных французами. Наряду с представителями Азербайджана в Париж не была допущена часть представителей Дона, Кубани, Горской республики, Украины и Грузии.
Представители этих стран начали вместе бороться за получение визы в Париж. Под руководством Алимардан-бека Топчибашева был подготовлен меморандум, представители подписали его и представили адмиралу Уэббу, британскому верховному комиссару в Стамбуле. Но неожиданно, учитывая тот факт, что президент Соединённых Штатов Америки Вудро Вильсон официально поднял кавказский вопрос на Версальской конференции, представителей отпустили в Париж. 22 апреля 1919 года азербайджанская делегация во главе с Алимардан-бек Топчибашевым выехала в Париж. Алимардан-бек Топчибашев, Ахмед-бек Агаев и Джейхун Гаджибейли, члены азербайджанской делегации, приехавшие в Париж в начале мая, подготовили документ под названием «Меморандум Азербайджанской Республики Кавказ Парижской мирной конференции» и опубликовали его на французском и английском языках. В документе указывалось, что «это факт, что миллионы азербайджанцев до сих пор никому не известны, их этнография: история, литература, образ жизни до сих пор не были предметом глубоких исследований, был свергнут. Он пытался обрусить азербайджанский народ, подавить его национальный характер». Группа также подготовила документы «Этнический и антропологический состав населения Кавказского Азербайджана», «Экономическое и финансовое положение Кавказского Азербайджана».

#### Проблема Единой России
Азербайджанская делегация первой среди представителей новообразованных республик в Париже выразила протест против признания союзниками правительства Колчака общероссийским правительством. Хотя заседания Совета четырёх проходили за закрытыми дверями, парижская пресса уже отражала общее настроение конца мая. Информация из СМИ давала основания думать, что в ближайшее время агвардистские правительства будут признаны союзниками. Поэтому 31 мая Алимардан-бек Топчибашев, председатель азербайджанской делегации, сделал заявление от имени делегации и заявил, что сообщения парижской прессы о возможности признания правительства адмирала Александра Колчака на всей территории распавшаяся Российская империя, наряду с новыми республиками, отделившимися от бывшей российской территории, а также большая часть Кавказского Азербайджана, серьёзно затрагивает его жизненные интересы. Помимо заявления о том, что азербайджанский народ, принёсший десятки тысяч жертв за независимость, ни под каким названием не признаёт восстановленную и действующую в России власть, было отмечено, что территория Кавказского Азербайджана не должна включаться в состав территории будущего Российского государства.
Признание правительства Колчака обеспокоило приехавших в Париж представителей новых государств. По этой причине представители Азербайджана, Эстонии, Грузии, Латвии, Северного Кавказа, Беларуси и Украины решили подписать совместную декларацию. После обсуждения текста декларации Алимардан-бек Топчибашев от имени азербайджанской делегации, И.И. от имени представителей Эстонии. Поску подписали Николай Чхеидзе от представителей Грузии, З. Мееровиц от представителей Латвии, Тапа Чермоев от представителей Северного Кавказа, А. Лешкевич от представителей Беларуси и Г. Сидоренко от имени представителей Украины. Заявление гласило:
Республики Азербайджан, Эстония, Грузия, Латвия, Северный Кавказ, Беларусь и Украина это было создано и действует согласно свободному волеизъявлению народов государств. Конституции этих республик находятся в стадии подготовки, а взаимоотношения с соседними государствами будут определяться там и будут определяться в Учредительном собрании, которое будет избираться и избираться на основе всеобщего избирательное право. Решения любой государственной власти в России никоим образом не затрагивают независимые государства Азербайджан, Эстония, Грузия, Латвия, Северный Кавказ, это невозможно применить к Беларуси и Украине. Республики, подписавшие документ, обращаются к Мирной конференции с просьбой о скорейшем признании великими державами их политической независимости».
Ряд идей, выдвинутых в заявлении, нашли отражение в ноте протеста, направленной азербайджанской делегацией председателю Парижской мирной конференции и премьер-министрам союзных государств 5 июня. В ноте возражали против признания Омского правительства в границах бывшей Российской империи и подтверждалось, что Азербайджан раз и навсегда отделился от империи. В ноте говорилось, что правительство Азербайджана в течение полугода боролось за освобождение своей территории от большевиков, пошло на многие жертвы и понесло материальные потери в ходе борьбы. Там было отмечено, что российское правительство, входившее в его состав почти сто лет, было чуждым для народа Азербайджана режимом, и этот режим оставил тяжелый след в судьбах народа. В конце ноты азербайджанская делегация заявила:
Независимо от того, какое правительство признано в России, Азербайджан, который признает только свой собственный парламент и правительство, не должен входить в границы России.
23 июня председателю Парижской мирной конференции от имени Азербайджана, Грузии и республик Северного Кавказа была направлена третья нота протеста, состоящая из семи статей. Отличие этой ноты от двух предыдущих документов, подписанных главой азербайджанской делегации Алимардан-бек, заключалось в том, что кавказские республики подошли к процессам, происходящим в России, с точки зрения их судьбы, а Деникин, ставший серьёзным угроза кавказским республикам, протестовал вместе с Колчаком. В ноте указывалось, что крупные державы должны рассматривать кавказские республики как самостоятельные политические образования, и только тогда с Россией может быть заключено соглашение о будущем политическом устройстве этих территорий. Представители республик, подписавших документ, возражали против признания автономии этих республик в составе российского правительства Лиги Наций, о чём говорилось в переписке с адмиралом Колчаком, и указывали на политическое признание независимости кавказских государств как важное условие любых отношений с Россией.
Несмотря на все эти усилия, заявлениям и нотам протеста представителей стран Кавказа не придавалось большого значения. Алимардан-бек Топчибашев писал об этом:
"Ни Конференция, ни союзники не ответили на эти возражения. В то же время, сторона правительства Колчака и Добровольческой армии поддерживалась очень сильно, во что бы то ни стало. победу над большевиками, они (союзники)), среди них выросла вера в то, что единая Россия будет создана, но упущено одно: в стремлении к этой цели они пожертвовали свободой и независимостью малые народы, чьи права и интересы они вроде бы защищают. Союзники настолько равнодушны к уничтожению Горской республики, что нам, право, приходится их жалеть, и поэтому мы не можем без волнения смотреть на собственное будущее».
Он также писал, что Италия и Франция хотели создать единую Россию, а Англия и Америка делали вид, что поддерживают эту идею. В докладе, написанном представителями республики в Париже Председателю Совета Министров Азербайджана, говорилось:
"Союзники не только не обсуждают наш вопрос о независимости, они даже, похоже, не хотят, чтобы это произошло. Правда, во время встреч со своими представителями каждый из них в отдельности относится к нам с добротой. и высоко оценивает шаги, которые мы предприняли для обретения независимости, а также выслушиваем прессу, отдельных депутатов, представителей хозяйственных структур и других организаций.

##### Отношения с Соединёнными Штатами Америки
2 мая по инициативе Вудро Вильсона вопрос Азербайджана впервые обсуждался на заседании Совета четырёх, состоящего из глав правительств Соединённых Штатов Америки, Великобритании, Франции и Италии. Вудро Вильсон заявил, что азербайджанские представители должны быть допущены на Парижскую мирную конференцию, а Алимардан-бек Топчибашев должен быть признан главой азербайджанской делегации.
28 мая 1919 года во второй половине дня азербайджанскую делегацию принял президент Соединённых Штатов Америки Вудро Вильсон. Во время приема Алимардан-бек Топчибашев обратился к Президенту Соединённых Штатов Америки и сказал:
Мы родом с далекого Кавказа, из Азербайджана, который находится в нескольких тысячах километров отсюда, и выражаем свою признательность и глубокое уважение за свободную и независимую жизнь нашего народа, и благодарность нашего народа, который хочет жить в духе свободы и независимой жизни. Как представитель могучей Америки, мы обращаемся к Вам, господин Президент, с просьбой услышать от нас информацию о нашей стране, нашем народе и нас самих. Потому что нам часто приходится слышать в европейских и американских СМИ неверную, фальсифицированную и недостоверную информацию об Азербайджане. Правда, нас еще плохо знают, мы сейчас впервые в Европе, но уверяем вас, что у нас есть все, чтобы жить самостоятельно. Мы надеемся, что конференция прислушается к нам и нас примут в Лигу Наций. Мы уверены, что, как и все народы, мы получим помощь, основанную на ваших великих принципах. Мы заявляем, что не признаем ни Колчака, ни Деника, ни кого другого, кто намерен восстановить власть в границах старой Российской империи. Мы признаем и будем признавать от Азербайджана только наш парламент и наше правительство.
После своего выступления Алимардан-бек Топчибашев вручил меморандум азербайджанской делегации Президенту Соединённых Штатов Америки. На встрече с Вудро Вильсоном президенту Соединённых Штатов Америки были представлены требования азербайджанской делегации, состоящие из шести пунктов:
1. Независимость Азербайджана должна быть признана;
2. Принципы Вильсона следует применить и к Азербайджану;
3. Допустить представителей Азербайджана на Парижскую мирную конференцию;
4. Азербайджан должен быть принят в члены Лиги Наций;
5. Военное ведомство Соединённых Штатов Америки должно оказать Азербайджану военную помощь;
6. Установить дипломатические отношения между Соединёнными Штатами Америки и Азербайджанской Республикой.

Президент Соединённых Штатов Америки Вудро Вильсон заявил в беседе, что американцы не хотят делить мир на мелкие части и невозможно решить азербайджанский вопрос раньше, чем «российский вопрос».
В письме Алимардан-бек Топчибашева, направленном председателю Совета министров Азербайджана из Парижа 22-25 сентября 1919 года, отмечалось, что существуют серьёзные трудности, связанные с признанием Азербайджана, и что союзники не только не хотели обсуждать вопрос независимости Азербайджана, но вообще не хотели этого делать.
Хотя «Четырнадцать принципов мира» Вудро Вильсона, провозглашенные в январе 1918 г., закрепляли право на самоопределение малых народов, эти принципы не предусматривали распада Российской империи. Американский президент и общественность Соединённых Штатов Америки очень мало знали об этих кавказских республиках. Принимая это во внимание, Алимардан-бек Топчибашев взял на себя задачу продвигать Азербайджан и Грузию в Америке и представить их политически, и 26 сентября направил письмо и ряд материалов президенту Вудро Вильсону через поверенного Уолтера Чандлера, члена Палаты представителей. представителей Конгресса США от Нью-Йорка. В письме президенту напомнили о приеме Вильсоном азербайджанской делегации в первую годовщину провозглашения независимости 28 мая 1919 года и отметили, что эта встреча стала для них незабываемым событием. Он написал:
В Вашем лице мы видим современного Апостола, призывающего народы, особенно малые народы, определившие свое национальное и политическое самоопределение на основе Ваших принципов, к миру, свободе и сосуществованию. Как представитель одного из этих народов, азербайджанский народ, мы надеемся, что Великая Америка и вы окажете нашему народу защиту и помощь в священной задаче защиты его независимости и свободы.
Учитывая неосведомленность Вудро Вильсона об Азербайджане, Алимардан-бек Топчибашев прислал ему меморандум о независимости Азербайджана, экономическую карту с указанием границ, схемы экономического и финансового положения Азербайджана, меморандум о национально-этническом состав населения Азербайджана вместе с этнографической картой.
В сентябре 1919 года Алимардан-бек Топчибашев подписал два соглашения с Уолтером Чандлером, членом Палаты представителей Конгресса США, в присутствии всей делегации. По первому контракту Уолтер Чендлер был принят в качестве юрисконсульта азербайджанской делегации по вопросам пропаганды. Он обязался защищать интересы и независимость Азербайджана сроком на 3 месяца. В обмен на эту услугу азербайджанская сторона должна была заплатить Уолтеру Чандлеру 5 тысяч американских долларов. Половина этой суммы должна была быть выплачена сразу же после подписания контракта, а оставшаяся половина должна была быть выплачена не позднее 1 декабря 1919 года. По обоюдному согласию договор вступил в силу с момента его подписания. Уолтер Чендлер должен был приступить к исполнению своих договорных обязательств 4 октября 1919 года. Позже был подписан 2-й контракт. Согласно условиям подписанного контракта, Алимардан-бек Топчибашев и Уолтер Чандлер должны были заплатить пятьдесят тысяч долларов, как только Соединённые Штаты Америки де-факто признали полную независимость Азербайджана, для выполнения вышеуказанного задания. В соглашении говорилось, что, если Соединённые Штаты откажутся признать полную независимость Азербайджана, правительство Азербайджана не выплатит Чандлеру никакой компенсации. Договор, подписанный Алимардан-бек Топчибашевым и Чандлером, вступил в законную силу после того, как был одобрен парламентом Азербайджанской Демократической Республики и скреплен печатью правительства Азербайджана. Эти контракты впоследствии были названы контрактом Топчибашева-Чандлера. В свою очередь Республика Грузия подписала соглашение с Уолтером Чендлером примерно такого содержания. Алимардан-бек Топчибашев написал правительству Азербайджана о контракте, подписанном с Уолтером Чендлером:
"Относительно контрактов, заключенных с американским адвокатом Чандлером, должен сказать, что... этот адвокат защищал интересы Эстонии, Литвы и Латвии (Латвия), а также Грузия и Азербайджан обязуется делать... Все это исходит из того, что надо кого-то удержать в Америке.
26 сентября 1919 года Алимардан-бек Топчибашев отправил Вудро Вильсону письмо, материалы и карты об экономическом и финансовом положении Азербайджана через Чендлера. Уолтер Чендлер отправил свое первое письмо Алимардан-бею из Америки 18 октября 1919 года. В письме он говорил о широкой пропаганде армян в Америке против Азербайджана, а в следующем письме от 1 ноября отмечал, что христианская солидарность с армянами в США значительно окрепла. В письме Чандлера от 10 ноября 1919 года Уолтер Чандлер обратился с просьбой к Государственному департаменту США относительно признания независимости новых республик, а в полученном ответе заявил, что мнение в Департаменте меняется в пользу новообразованных республик. Уолтер Чандлер отмечал, что малым народам придется ждать признания своей независимости несколько месяцев, то есть до полного разгрома царских генералов.
После отъезда Уолтера Чендлера в Соединённые Штаты Америки Алимардан-бек Топчибашев встретился с Генри Моргентау, членом американской делегации, находившимся в Париже и собиравшимся уехать в Вашингтон, и попросил его помочь Уолтеру Чандлеру, который был представителем Азербайджана в Соединённые Штаты Америки. Генри Моргентау согласился с этим и посоветовал, что «было бы лучше, если бы Соединённые Штаты Америки имели свое представительство в Азербайджане». Моргентау заявил:
Мы друзья всех малых народов. Мы рады всем вам помочь, но в международной политике мы в одиночку не решаем все. Я ознакомился с вашим меморандумом и вижу, что Азербайджан — богатая страна и может жить свободно. Вас хорошо принимают в Америке, и, возможно, можно найти капитал, достойный вашего богатства.
18 октября Уолтер Чандлер отправил свое первое отчетное письмо Алимардан-бею Топчибашеву из Америки. Он писал, что очень сложно вести пропагандистскую кампанию о таких странах, как Грузия и Азербайджан в Соединённых Штатах Америки, потому что они не известны в Америке и в то же время у них нет колоний, как у эстонцев, украинцев, латышей и армян. . Уолтер Чендлер предложил либо представителям Азербайджана и Грузии приехать в Америку, либо самому проделать эту работу вместе с друзьями. Уолтер Чандлер сказал, что обязательно встретится с президентом Вильсоном, когда тот выздоровеет, и передаст ему письмо Алимардан-бек Топчубашова и материалы, связанные с Азербайджаном. Теперь он распространил материалы, полученные от представителей Азербайджана, среди американских сенаторов и отметил, что, когда президент вступит в должность, он внесёт резолюцию о признании независимости Азербайджана и Грузии в Сенат и Конгресс. В письме он указал, что будет использовать все средства для продвижения независимости Азербайджана, и что он работает над тем, чтобы Алимардан-бек Топчибашев и представитель Грузии З. Авалов приехали в Америку.
В ответном письме Уолтеру Чандлеру Алимардан-бек Топчибашев дал подробную информацию о событиях на Кавказе на конференции, отношении к Азербайджану на конференции, Деникине и другим вопросам. В Париже он встретился с Марком Баклером, членом американской делегации и был представлен ему Генри Моргентау, и ответил на многочисленные вопросы Баклера о событиях, происходящих на Кавказе. В частности, то, что они слышали об армянах на Кавказе, было новым для Марка Баклера.
Более отчетливо это раскрывается в письме Уолтера Чандлера, отправленном бею Топчибашеву из Алимара 10 ноября. Когда он официально поставил вопрос о признании независимости Азербайджана перед Госдепом, стало ясно, что США ждет судьба Колчака, Деника и Юденича.
В письме Алимардан-бек Топчибашева Председателю Совета Министров Азербайджана от 6-10 ноября 1919 года говорилось:
Правда, нас еще не признали как государство. Однако, куда бы мы ни пошли и всем, мы вот уже полтора года декларируем наше фактическое существование как государства, показывая, что Азербайджан, имеющий свой парламент, правительство, администрацию, суд, школы и армию, живет самостоятельно. Это заставило Азербайджан вести беспощадную борьбу с большевиками. Поэтому азербайджанцы имеют возможность жить и могут создать свое независимое государство. Насколько мы можем, даже если не можем, нам нужно поддерживать эту ситуацию, защищать это самоутверждение. Мы хотели бы, чтобы все, весь наш народ хорошо понимал, что мы сейчас сдаем экзамен, доказывающий, что мы способны к самостоятельной общественно-политической и экономической жизни. Я верю, что мы сможем это сделать. Потому что наш народ действительно дееспособен, и наша страна богата природными ресурсами. Однако, поскольку политической школы, основанной на нравственных началах, у нас еще нет, то очень необходимо, чтобы народные массы брали пример с институтов и институтов своего молодого государства и понимали всю серьезность нынешнего испытательного момента, которым мы живут в. Посмотрите на столицу и передовиков, они должны показать широким массам людей пример служения Азербайджану всем своим существом. Потому что мы уверены, что места для поворота назад в сознании нет и быть не может. Перед нами только один путь — это путь к независимости Азербайджана! Чтобы безопасно пройти эту дорогу, необходимо стабилизировать и укрепить внутреннее положение страны. Необходимо установить правила в самой стране, в ее административных учреждениях и судах, соблюдать верховенство закона в целом. К общим интересам нужно относиться с заботой и любовью. Народная организованность и единство необходимы для защиты государственных интересов. Азербайджан может стать государством только в том случае, если он урегулирует таким образом свою внутреннюю жизнь. Это может быть и такое состояние, что его больше никому не нужно признавать. Потому что внутренне сильный, стабильный Азербайджан уже сам по себе будет признан реальным и неоспоримым фактом. Когда она укрепится внутренне в плане государственности, она приобретет физические и моральные силы, чтобы адекватно ответить на любую угрозу извне. Мы уверены, что правительство будет использовать имеющиеся у него силы для укрепления внутреннего положения Азербайджана во всех сферах государственного строительства. Мы живем желанием получать известия от нашего правительства о каждом новом шаге, который оно предпринимает для регулирования внутренней жизни страны, о каждом новом приказе, который оно издает. Только так власть имеет возможность завоевать симпатии народа и в то же время продемонстрировать, что мы способны жить в условиях независимой государственности. Можно надеяться, что деятельность Представительства здесь будет эффективной только в присутствии сильного изнутри Азербайджана. Делегация, в свою очередь, готова пойти на всевозможные жертвы ради достижения поставленной цели.

##### Отношения с Италией
На Парижской мирной конференции было принято решение передать вновь созданные республики под покровительство великих держав. На повестке дня стояло вхождение Азербайджанской Демократической Республики под мандат одной из Англии, Франции и Италии. Франция и Англия не были заинтересованы в принятии мандата Азербайджанской Демократической Республики. Накануне вступления британских войск в Баку было объявлено, что они находятся здесь ненадолго и вскоре покинут это место. 10 мая 1919 года Высший военный совет Великобритании приказал британским войскам, находящимся в Баку, уйти. Как уже упоминалось, генерал Томсон 10 мая сообщил правительству Азербайджана о решении своего правительства, при этом напомнил, что покидающая Азербайджан британская армия будет заменена итальянской армией. От имени Парижской мирной конференции генерал Томсон написал в своей телеграмме азербайджанскому правительству:
Я должен сообщить вам, что британские войска будут заменены итальянскими воинскими частями. В Грузию уже прибыла военная делегация в составе итальянских офицеров... На Южном Кавказе эта замена носит лишь военный характер и не означает политического решения вопроса. Этот шаг не включает в себя окончательное решение Мирной конференции, а решение конференции по государствам Южного Кавказа еще впереди».
Полковник Габба был вызван в Рим в начале июня для обсуждения вопроса об отправке итальянской армии на Кавказ. Итальянское правительство выслушало информацию Габбы об Азербайджане и Грузии и заявило, что выступает за ввод туда войск. Вскоре после этого, 28 июня, британское правительство официально сообщило Парижской мирной конференции о выводе британской армии с Кавказа и вообще с бывшей территории России. В этом случае союзники приняли официальное решение заменить уходящую с Кавказа британскую армию итальянской армией. Чтобы выяснить отношение представителей Азербайджанской Республики и Грузии в Версале к вопросу об отправке итальянской армии на Кавказ, итальянцы установили с ними связь. 13 июня бывший представитель воинской части полковника Габбы Валерий встретился с Топчибашевым. Он заявил, что итальянское правительство выступает за ввод войск на Кавказ. В ходе переговоров Валерий отметил:
Если нам придется послать вам армию, она будет служить не для оккупационных и полицейских целей, а только для культурных и экономических целей. Но дело в том, что мы не можем сейчас брать на себя такую тяжелую задачу, и я пришел сюда, чтобы узнать ваше отношение к этому вопросу.
В ходе беседы выяснилось, что итальянцы желают получить либо приглашение, либо согласие этих республик на выход на Кавказ. Такое желание возникло из потребности итальянского правительства оправдаться перед итальянским народом и парламентом. Однако, поскольку обстановка была неопределенной, а англичане ещё официально не уведомили Мирную конференцию о своем уходе с Кавказа на момент этой встречи, Алимардан-бек Топчибашев не дал внятного ответа итальянскому представителю.

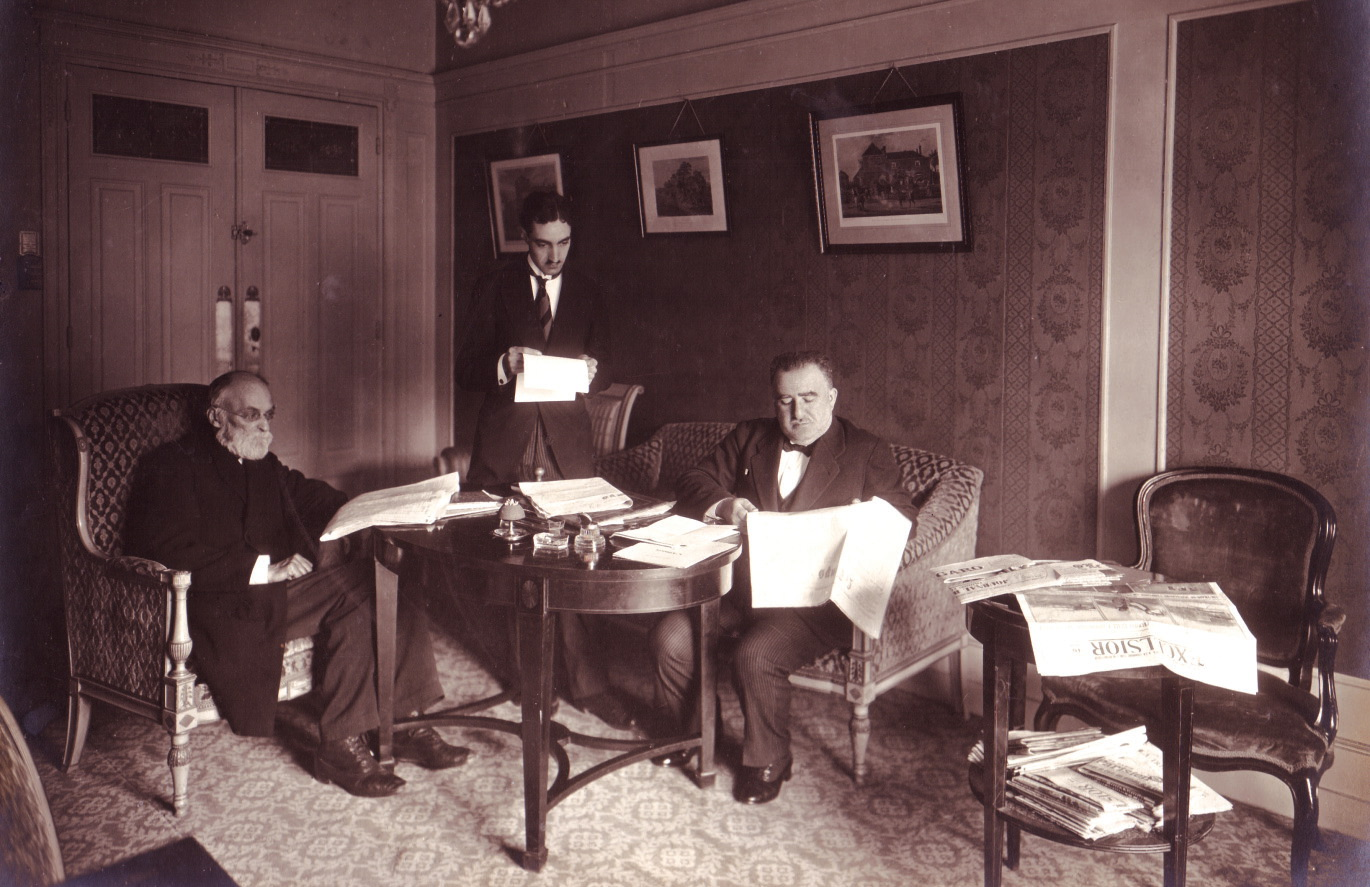
Алимардан-бек. Париж, 1920 г.

В конце июня Алимардан-бек Топчибашев и И. Г. Серетели встретился с Л. Малле, одним из руководителей английской делегации. Он подтвердил решение англичан уйти с Кавказа и заявил, что армия на Кавказе теперь нужна в другом месте. 28 июня на новой встрече с Алимардан-бек Топчибашевым представитель Италии Валерий Нитти подтвердил, что его правительство колеблется по кавказскому вопросу. Однако он показал, что Италия имеет сильный экономический интерес к Кавказу. 7 июля представители Азербайджана, Грузии и Нагорного Карабаха встретились с итальянским военным атташе Садино в Париже. При обсуждении этих вопросов спецпредставитель А. По дороге Тахиров остановился в Риме и провел ряд встреч с представителями МИД Италии. На встрече с официальным лицом МИД Италии А. Майони. Когда Таиров спросил, будет ли отправлена армия в Азербайджан, Майони показал ему какие-то бумаги и сообщил, что на встрече с итальянскими представителями в Париже Алимардан-бек Топчибашев заявил о желательности отправки итальянской армии в Азербайджан. Как подчеркнул в своем заявлении Алимардан-бек Топчибашев, население будет недовольно этим шагом, Майони хотел узнать, является ли такое отношение личным мнением Алимардан-бек Топчибашева, или же население и правительство действительно против ввода итальянской армии в Азербайджан.
Отказ правительства Нитти направить войска на Кавказ 5 августа вновь выдвинул на первый план вопрос ориентации. 6 августа вопрос ориентации широко обсуждался на совместной встрече представителей Азербайджана, Грузии и Горских республик. Алимардан-бек Топчибашев, председательствовавший на встрече, отметил, что, хотя независимость наших государств является самым большим желанием каждого из нас, мы не можем обойтись без политической и военной помощи извне в течение определённого периода времени.
В конце августа англичане покинули Кавказ. В направленном МИД в адрес представителей азербайджанского правительства в Париже докладе представителя Грузии Гамбашидзе о международном положении республики указывалось, что в конце августа последние британские воинские части покинули территорию Азербайджана. Накануне отъезда из Азербайджана, 23 августа, британский генерал Шательворт обратился к бакинцам с прощальным призывом от имени командования союзных войск. На встрече Алимардан-бек Топчибашева с представителями Великобритании выяснилось, что решение о выводе войск британским правительством уже принято. Он написал:
Мы были твердо уверены, что британские войска останутся с нами. Но оказалось, что мы ошибались. И не только мы, ошиблись и представители других закавказских республик — Грузии и Армении. При личных встречах с английскими представителями мы ничего не смогли узнать, кроме того, что вопрос о выводе войск уже решен английским правительством. В такой ситуации мы, грузины и армяне, собрались вместе и решили обратиться к Мирной конференции и ко всем союзникам в отдельности с просьбой, чтобы войска оставались с нами до тех пор, пока на конференции не решатся судьбы наших республик. 

##### Отношения с Ираном
В октябре 1919 года в Париже была создана совместная комиссия Азербайджанской Демократической Республики и Ирана для подготовки основы соглашения о сотрудничестве между двумя государствами. В комиссию вошли Мир Ягуб Мехтиев и Джейхун Гаджибейли из Азербайджана, Заков Мульк и Мустан Сарус-Салтана из Ирана. Первое заседание комиссии состоялось 29 октября 1919 года. Обсуждения продолжались 30-31 октября и 1 ноября. 1 ноября 1919 года в Париже между Азербайджаном и Ираном было подписано соглашение о признании независимости Азербайджана, достигнуто соглашение об установлении дипломатических отношений между двумя странами. Согласно информации, направленной Алимардан-бек Топчибашевым председателю Совета министров, на последней встрече иранские представители приняли проект соглашения, представленный азербайджанской делегацией.

##### Признание Азербайджана

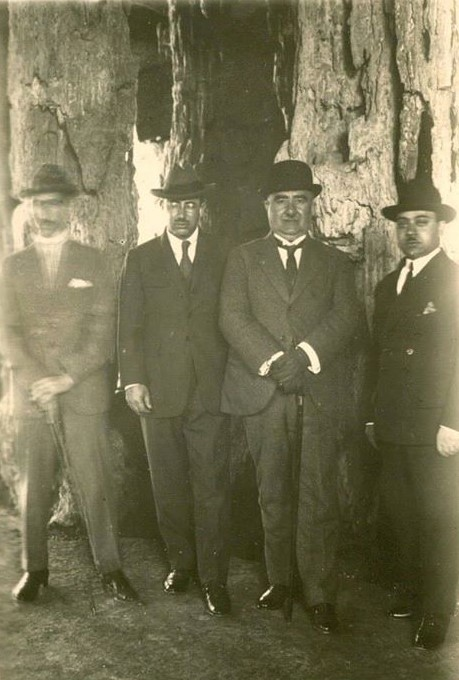
Члены азербайджанской делегации. Париж, 1919 г.

10 января 1920 г. по инициативе Англии была созвана сессия Верховного Совета Парижской мирной конференции, на которой широко обсуждался вопрос о республиках Южного Кавказа. 11 января Верховный совет союзников по предложению министра иностранных дел Великобритании лорда Керзона принял следующее решение: «Союзные страны и страны Содружества совместно признают правительства Азербайджана и Грузии на уровне де-факто».
10 января 1920 г. по инициативе Англии была созвана сессия Верховного Совета Парижской мирной конференции, на которой широко обсуждался вопрос о республиках Южного Кавказа. 11 января Верховный совет союзников по предложению министра иностранных дел Великобритании лорда Керзона принял следующее решение: «Страны-союзники и страны Содружества признают правительства Азербайджана и Грузии совместно на фактическом уровне».
Алимардан-бек Топчибашев написал премьер-министру Насиб-бек Юсифбекову из Парижа:
Нет ничего более податливого и изменчивого, чем политика... начинается эпоха, в которой укрепляются наши надежды на свободную и независимую жизнь. Мы никогда не теряли надежды… Поэтому мы действовали так, чтобы верить, что наш народ может жить самостоятельно, что мы добьемся независимости любым путем… Мы никогда не отступали от такого драгоценного счастья и никогда не отступим, потому что мы не хотим ничего равного этому счастью, мы не знаем.
19 января положение республик Южного Кавказа обсуждалось на заседании Верховного Совета Парижской мирной конференции с участием глав правительств Англии, Франции, Италии и других стран. Отвечая на запрос Ллойд Джорджа о вооруженных силах Азербайджана, советник азербайджанской делегации Мамед Магеррамов сказал, что Азербайджан может в короткие сроки мобилизовать в армию 100 тысяч человек при наличии необходимого оружия и боеприпасов. Алимардан-бек Топчибашев указывал, что британский флот в Энзели может оказать важную помощь в обороне Баку. Он также предложил де-факто признать союзниками Горскую республику, которая действовала как буфер между Советской Россией и республиками Южного Кавказа. Завершая встречу, Ллойд Джордж заявил о невозможности отправки армии на Южный Кавказ, важность помощи только в виде оружия и боеприпасов. Он открыто заявил, что эти республики должны принять серьёзные меры по укреплению своих вооруженных сил.
Хотя азербайджанская делегация пыталась добиться признания Азербайджана де-юре странами Запада, эти усилия не увенчались успехом.

### Иммигрантская деятельность
27 апреля 1920 года Азербайджан был захвачен большевиками. В то время — в начале мая азербайджанская делегация только что вернулась в Париж с конференции в Сан-Ремо. 3 мая Алимардан-бек Топчибашев обратился к правительству Франции с просьбой направить телеграмму правительству Азербайджана, чтобы узнать о событиях. Связаться с руководством азербайджанского правительства в Тифлисе ему удалось лишь во второй половине мая. 30 июня 1920 года Топчибашев направил ноту Клемансо, Председателю Верховного Совета Антанты, который подписал документ с большевистским торгпредом Л. Красиным в Лондоне.

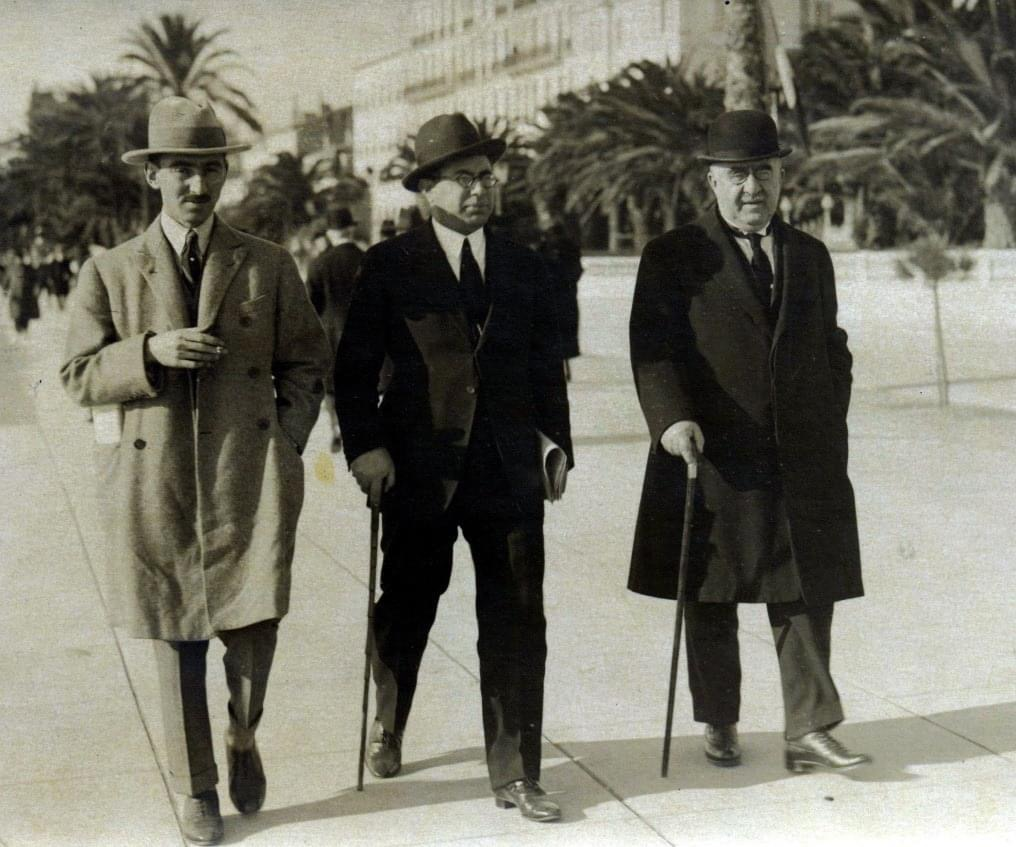
Мухаммед Магеррамов, Мирьягуб Мехтиев и Алимардан-бек Топчибашев. Генуя, 1922 г.

4 июля Алимардан-бек Топчибашев направил специальную ноту председателю мирной конференции, состоявшейся в Спа, Бельгия, премьер-министру Англии Ллойду Джорджу. В этой записке он подчеркнул важность освобождения азербайджанского народа от большевизма. В письме, отправленном Алимардан-бек Топчибашевым из Спа, Бельгия, Джейхуну Гаджибейли 15 июля 1920 года, он писал, что делал записки и встречался с министрами иностранных дел Италии, Бельгии и Польши.
Видя, что Алимардан-бек Топчибашев не обращает внимания на направленные им ноты, 9 октября он обратился к генеральному секретарю МИД Франции Филиппу Бертло с просьбой создать условия для разъяснения ему ситуации в Азербайджане. На основании этой просьбы с ним встретился не сам Бертело, а Ларош, заместитель директора политико-экономического отдела Министерства иностранных дел. На встрече Алимардан-бек Топчибашев пообещал направить на Кавказ специальную военную миссию, сыграть роль в подготовке вооруженного восстания в Азербайджане, а взамен передать Франции определённую долю нефтяных предприятий Азербайджана.

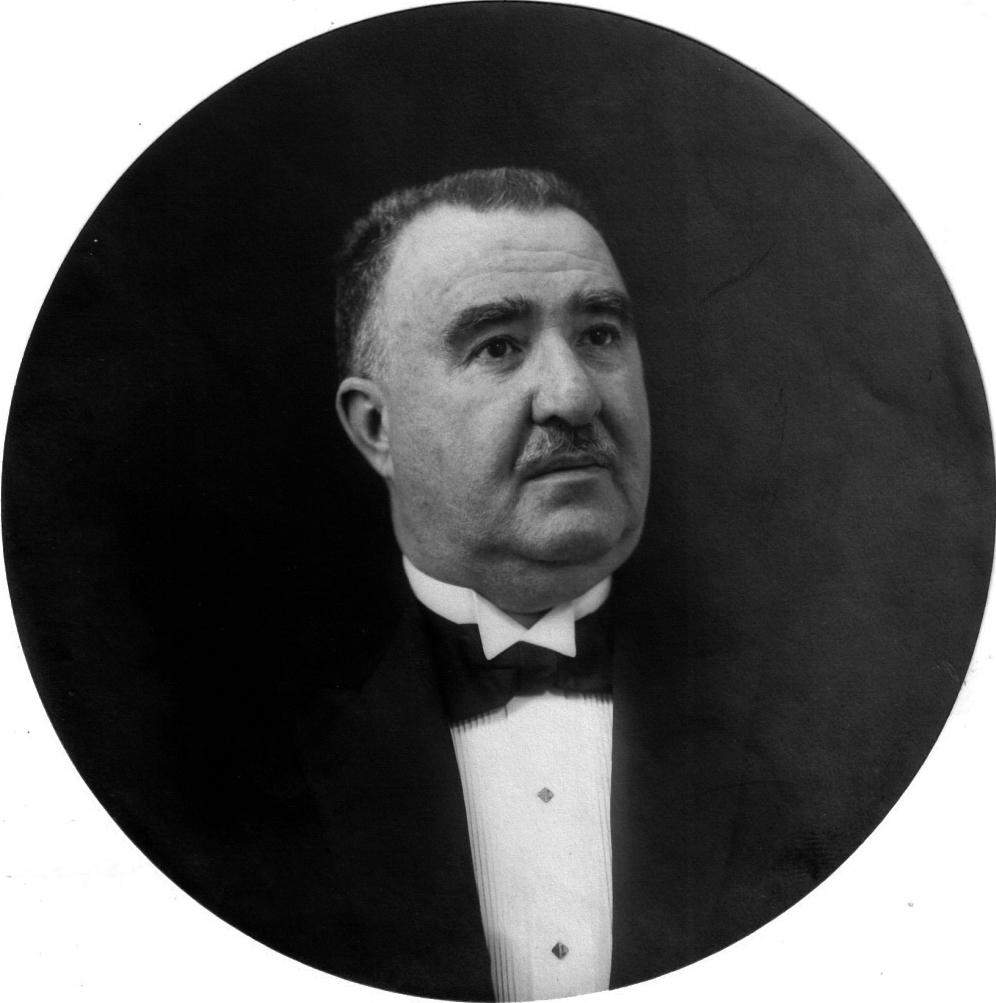
Алимардан-бек Топчибашев

27 октября Алимардан-бек Топчибашев, находящийся в Министерстве иностранных дел Франции, заявил о важности отправки оружия из Парижа повстанцам в Дагестан и Азербайджан.
Во второй Лондонской конференции, проходившей с 29 апреля по 5 мая 1921 года, также участвовала делегация Азербайджана в изгнании во главе с Алимардан-беком Топчибашевым.
По инициативе Алимардан-бека Топчибашева 8 мая 1921 года представители кавказских стран собрались в представительстве Азербайджанской Демократической Республики в Париже и вновь обсудили идею Кавказской Конфедерации. 10 июня 1921 года на первом заседании под председательством Топчибашева Алимардан-бек Топчибашев, Акакий Чхенкели, Аветис Агаронян и Тапа Чермоев подписали декларацию о создании Союза Кавказских республик. 7 июля 1921 г. состоялось первое совместное совещание представителей кавказских республик и России. Иммигранты обратились к французскому правительству. В начале 1922 г. французское правительство, склонявшееся к объединению кавказских и русских эмигрантов в единый антибольшевистский фронт, решило оказать финансовую помощь полномочным представителям кавказских республик. Алимардан-бек Топчибашев, выступивший первым на встрече, заявил, что Турция также положительно относится к идее Кавказской Конфедерации, и защищала это государство, а его замечания в адрес союзных государств были встречены французским правительством с неудовольствием.
26 июля 1925 года представители Азербайджана, Северного Кавказа, Грузии и Украины подписали в Париже декларацию об укреплении и развитии кавказско-украинских отношений. В документе отмечены обобщения относительно оккупации этих регионов Советской Россией. В документе говорилось, что представители этих стран будут поддерживать друг друга в политической и экономической сферах до полного освобождения их территорий. Этот документ подписали Алимардан-бек Топчибашев, глава азербайджанской делегации, Гайдар Баммат, временно исполняющий обязанности главы делегации Горской Республики, Ной Рамишвили, министр внутренних дел Грузии, и В. Прокопович, министр общественных дел. образование Украины.
В апреле 1925 года Алимардан-бек Топчибашев написал письмо Мамед Эмину Расулзаде в Стамбул, особенно после Лозаннской мирной конференции.
В своих письмах бею Султанову от 2 января 1925 г. и 31 августа 1925 г. Алимардан-бек Хосров констатировал отсутствие средств для деятельности.
18 марта 1926 г. в Париже состоялось заседание Совета Кавказской республики. Во встрече приняли участие Алимардан-бек Топчибашев, Джейхун Гаджибейли, Хосров-бек Султанов, А. Мгерман, Гейдар Баммат, Сеид Шамиль, Акакий Ченкели, С. Амиреджиби, Ное Рамишвили, Г. Гвазава. Заседание прошло под председательством Алимардан бека Топчубашова. На встрече обсуждались отношения между Советом трех кавказских республик и Независимым Кавказским комитетом.

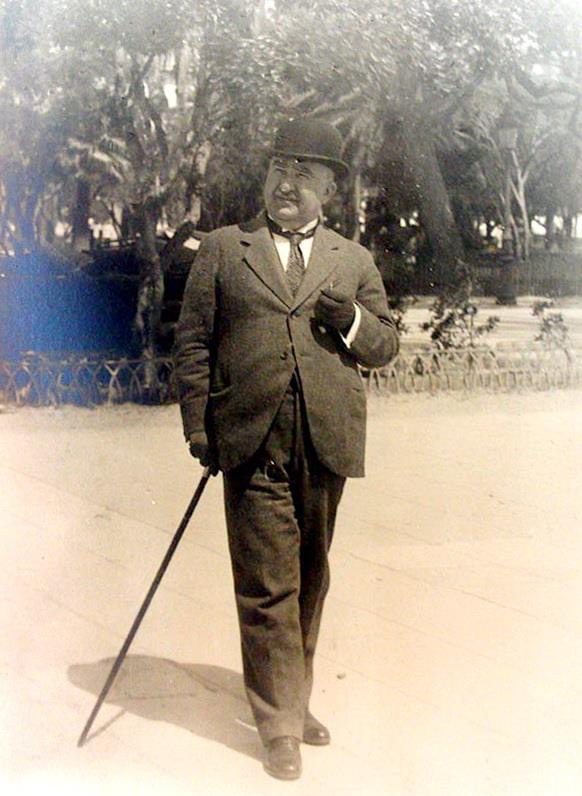
Алимардан-бек Топчибашев

В письме Алимардан-бек Топчибашева Мамед Эмину Расулзаде от 27 марта 1933 года было написано:
Г-н Мамед Эмин! Теперь, после моей болезни, я могу высказать свое мнение по вопросу образования Кавказской Конфедерации. Должен признать, что после стольких вопросов мне интересно, какую форму это примет. Может быть, очень трудно склониться к другой форме в реальных условиях эмиграции. Однако мне кажется, что анкете с помощью газеты сложно полностью осветить взгляды представителей кавказских народов и повлиять на правильные выводы из собранных ответов. Высказывая эти мысли, желаю успехов анкете и считаю важным принять в ней участие. И я один из ярых сторонников Кавказской Конфедерации. В связи с этим в октябре и ноябре 1924 года я высказал свои взгляды на это на встречах представителей народов Азербайджана, Грузии и Северного Кавказа, и там была подготовлена основа для образования Кавказской Конфедерации. Мои взгляды на этот вопрос носят общий характер и изложены в этом отправленном письме.
В 1920 году в знак протеста против оккупации Азербайджана русскими большевиками Алимардан-бек (вместе с другими азербайджанскими участниками Парижской мирной конференции) отказался от окончания «ов» в своей фамилии и принял фамилию Топчубаши.
Алимардан-бек Топчибашев переписывался с Мамед Эмином Расулзаде, когда тот находился в ссылке. Алимардан-бек написал 19 таких писем, а Мамед Эмин-бей написал 16 таких писем.

#### Партийная деятельность
Алимардан-бек Топчибашев был членом Партии народной свободы (кадеты). 15-21 августа 1906 г. на состоявшемся в Нижнем Новгороде III Всероссийском мусульманском съезде председателем вновь созданной Союзно-мусульманской партии был избран Алимардан-бек Топчибашев. Однако позже она была распущена, и Алимардан-бек Топчибашев до конца жизни был беспартийным политиком.

## Семья
Предки Алимардан-бека родом из Гянджи. Один из его прадедов переехал в Тифлис, а другой жил в Эривани. Фамилию Топчибашев дал его прадеду Алиакбар-беку Ираклий II за его глубокие познания в артиллерийской профессии.

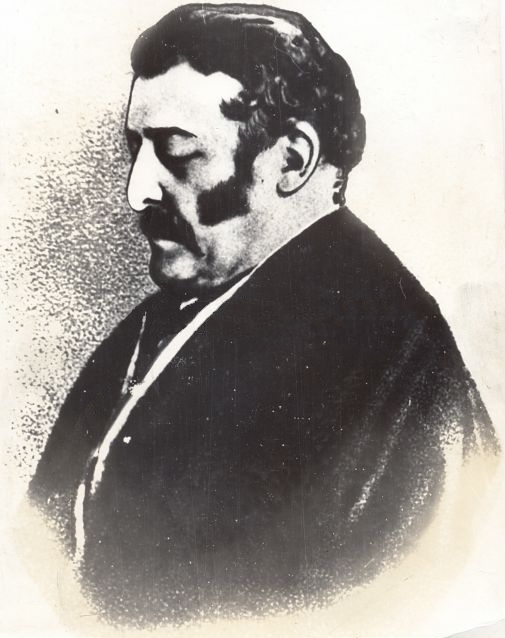
Мирза Джафар Топчибашев
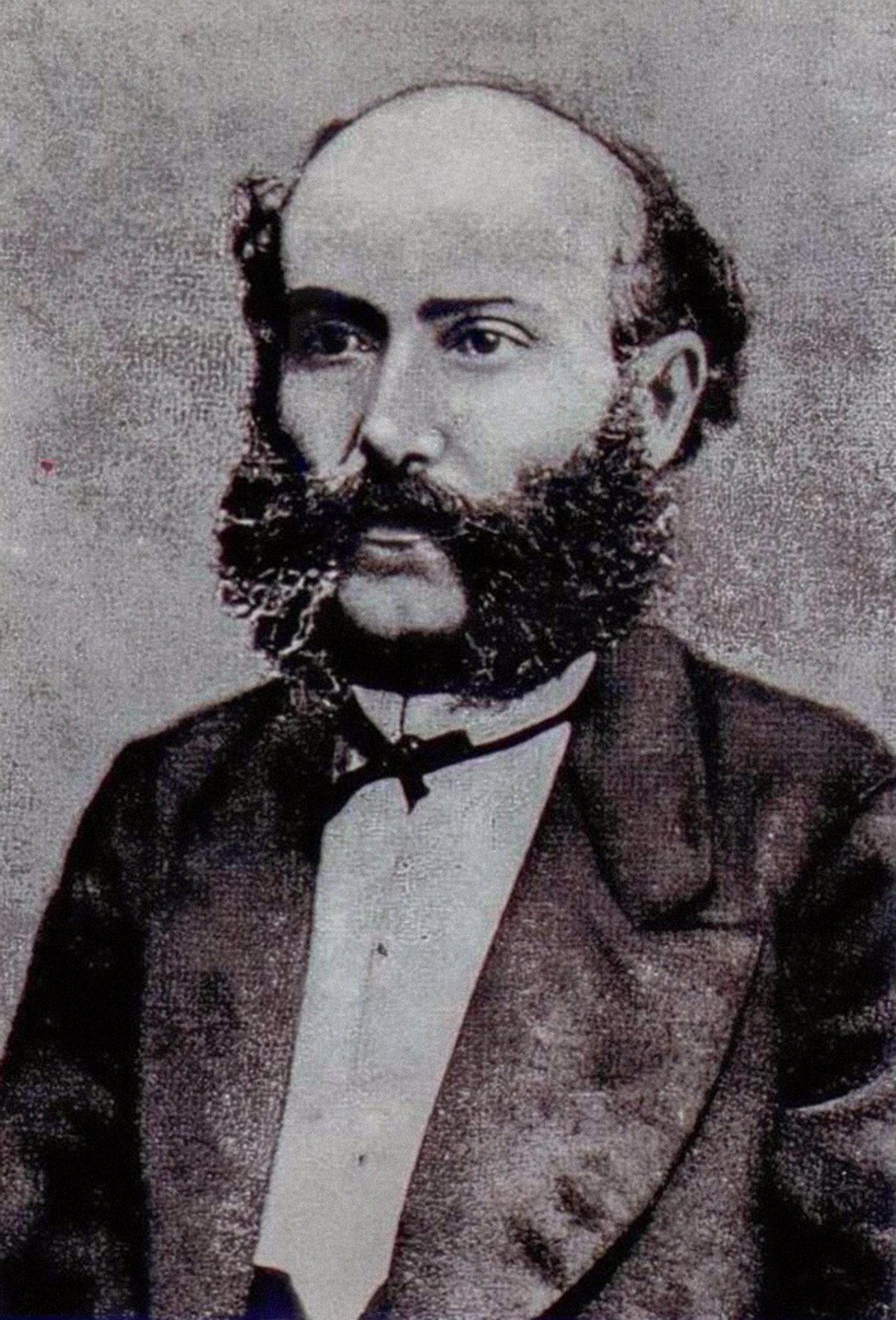
Гасан-бек Зардаби
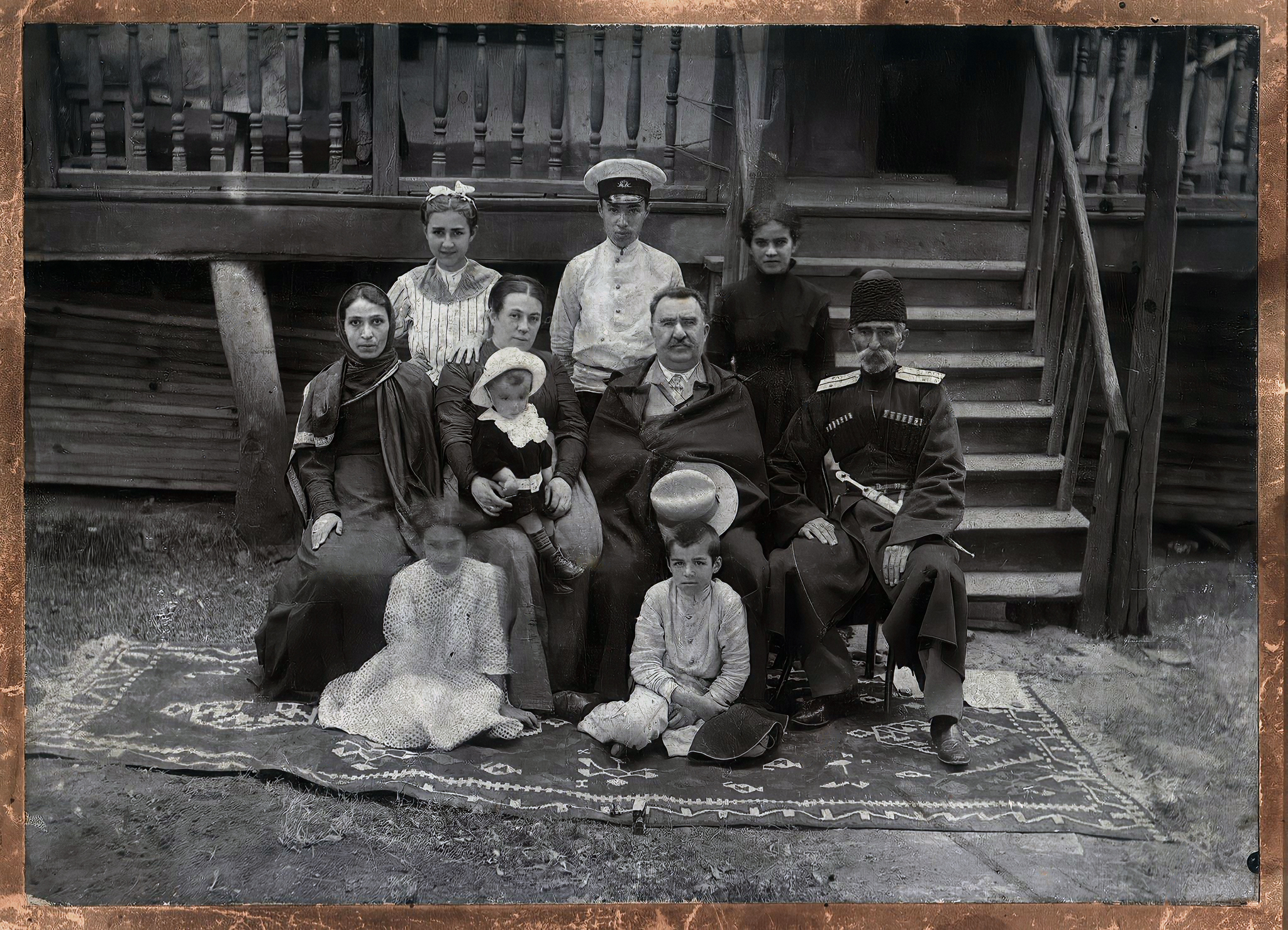
Алимардан-бек Топчибашев с семьей

- Его прадед, Алимардан-бек Алиакпер-бек-оглы Топчибаши, получил должность тифлисского галабейси в военном деле при последнем грузинском царе.
- Дед, Мирза Джафар Алимардан бек оглы Топчибашев — педагог, поэт, востоковед. Профессор Санкт-Петербургского университета.
- Его отец, Алекбер бек Мирза Джафар оглы Топчибашев — командир взвода Закавказского конно-мусульманского полка.
- Его мать, Север ханум Мамедгасан бек гызы Векилова — была из семьи Векиловых, родом из села Юхары Салахлы Казахского уезда.
  - дядя, Мирза Худадат бек Векилов — полковник Российской императорской армии
  - двоюродный брат Мамедрза ага Векилов.
- Его жена, Пари ханум Гасан бек кызы Топчибашева (1873—1947)[66] — вышла замуж за Алимардан-бек Топчибашева в 1893 году.
  - Его тесть, Гасан бек Салим бек оглы Зардаби — журналист, педагог, просветитель и издатель.
  - Свекровь, Ханифа Меликова-Абаева — просветитель, начальница женской гимназии и Бакинской мусульманской женской школы[67].

## Память

### в Азербайджане
- В Насиминском районе Баку есть улица под названием «Алимардан-бек Топчибашев». Эта улица продолжается от улицы «Ибрагим Абилов» до улицы «Ази Асланов». В порядке улицы «Аловсат Гулиева», «Башира Сафароглу», «Видади», «Диляра Алиева», «Мирзаага Алиева», «Шамси Бадалбейли», «Сулеймана Рагимова», «Шамиля Азизбекова», улицы «Джалил Мамедгулузаде». Поворот, есть пересечение Салат с улицами Аскерова, Али бека Гусейнзаде, Балабаба Меджидова[68].
- В 1998 году была собрана официальная информация Алимардан-бек Топчибашева, адресованная правительству. Эта информация была впервые опубликована на азербайджанском языке в 1998 году в книге «Письма из Парижа»[69].
- В 2013 году в Университете АДА вышла книга профессора Джамиля Гасанлы «История исторической личности», посвященная Алимардан беку Топчубашову[70].
- 25 февраля 2013 года Президент Азербайджанской Республики Ильхам Алиев подписал указ о проведении 150-летия Алимардан-бек Топчибашева[71].
- 19 апреля 2013 года в свет вышла почтовая марка, посвящённая 150-летию Алимардан-бек Топчибашева. Цена 20 гяпик, размер 40х28, тираж 100 000 экземпляров[72].
- В 2015 году было объявлено, что Бакинский Медиа Центр начал съемки фильма «Странные гробницы» об Алимардан беке Топчубашове[73][74].
- В 2016 году членам азербайджанской делегации был посвящён документальный фильм «Вечная миссия» режиссёров Вугара Исламзаде и Фариза Ахмедова. Алимардан-бек Топчибашева сыграл актёр Кямран Исрафилов.
- Информация, фотографии и письма об Алимардан-бек Топчибашеве также были обнаружены в книге «Разные», написанной исследователем-историком Дильгамом Ахмедом в 2016 году.

### За границей
- Информация о его смерти была опубликована путем публикации его фото на обложке журналов «Северный Кавказ», «Прометей».
- Могилу Алимардан-бека обнаружил и отремонтировал профессор, дипломат Рамиз Абуталыбов.
- В 1993 году 3-й Президент Азербайджанской Республики Гейдар Алиев посетил кладбище Сен-Клу во время своего первого визита во Францию, и в этот день Гейдар Алиев подписал указ о юбилее Алимардан-бека[75].
- В 2014 году в честь Алимардан-бек Топчибашева в Санкт-Петербурге, Россия, был установлен бюст.
- В 2014 году в Музыкальной академии имени Игнатия Падеревского в Познани был открыт барельеф Игнатия Падеревского, премьер-министра этой страны в 1918—1920 годах, и Алимардан-бек Топчибашева, председателя парламента Азербайджанской Демократической Республики. посольством Азербайджана в Польше[76][77].
- Памятная доска была установлена перед домом, где он жил во Франции.
- В 2018 году мэр Сен-Клу Эрик Бердоати объявил, что в Сен-Клу будет установлен бюст Алимардан-бека Топчубашова[78].
- В 2019 году книга доктора Джамиля Гасанлы «Лидерство и национализм в Азербайджане», посвящённая жизни Алимардан-бек Топчибашева, была издана на английском языке издательством Routledge в Лондоне.

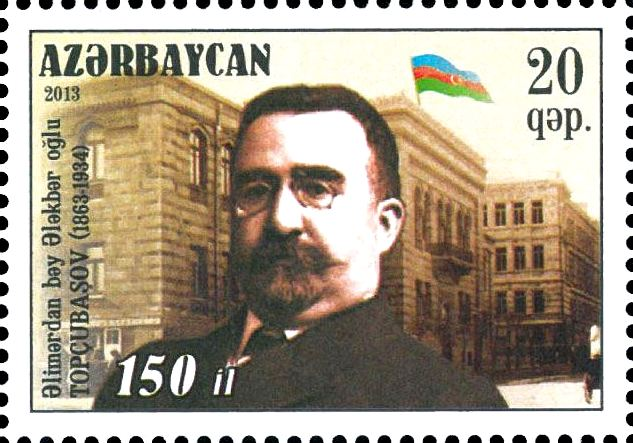
Почтовая марка Азербайджана, посвященная 150-летию Топчибашева
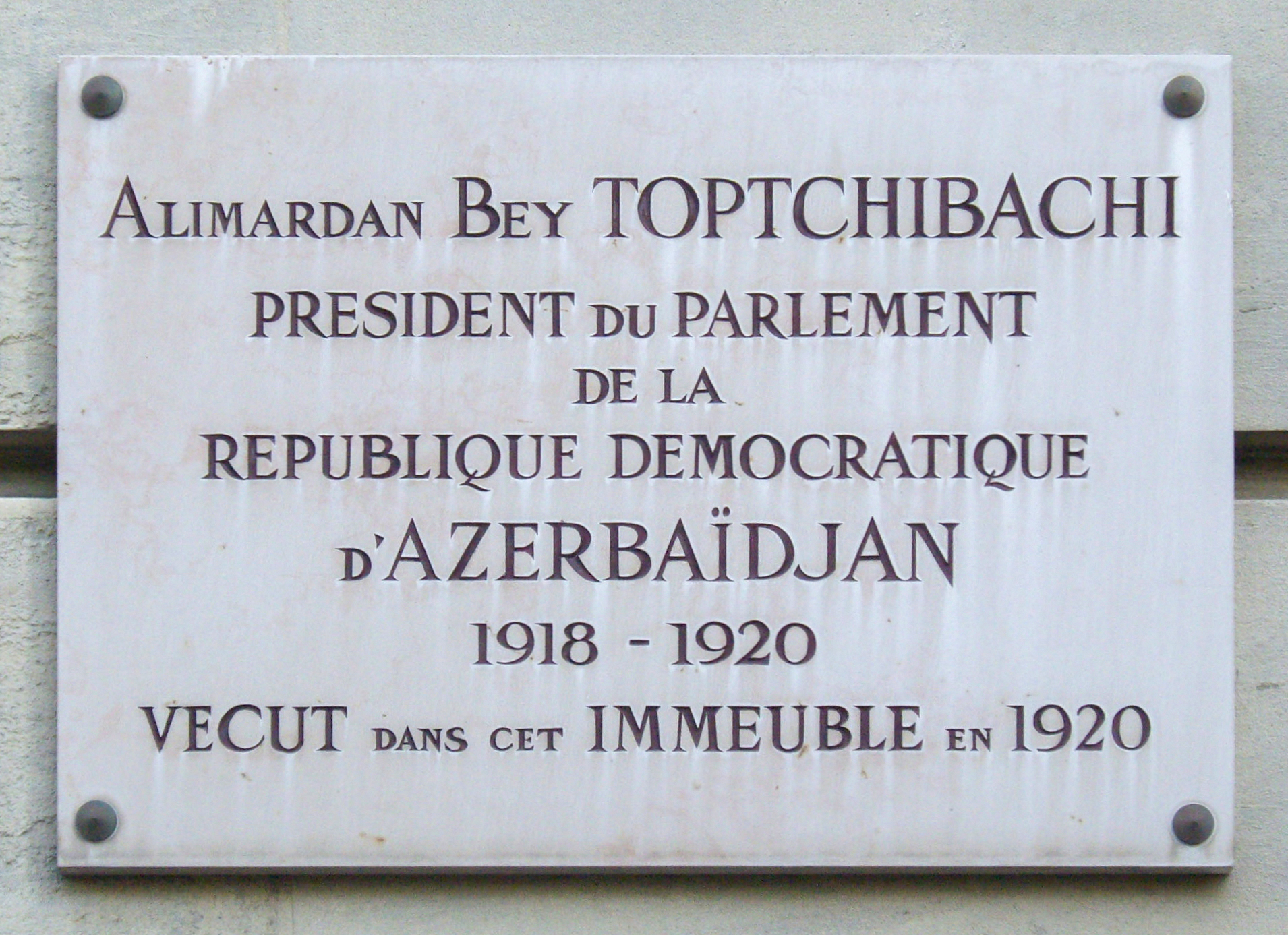
Мемориальная доска на фасаде здания в Париже, в котором жил Топчибашев в 1920 году
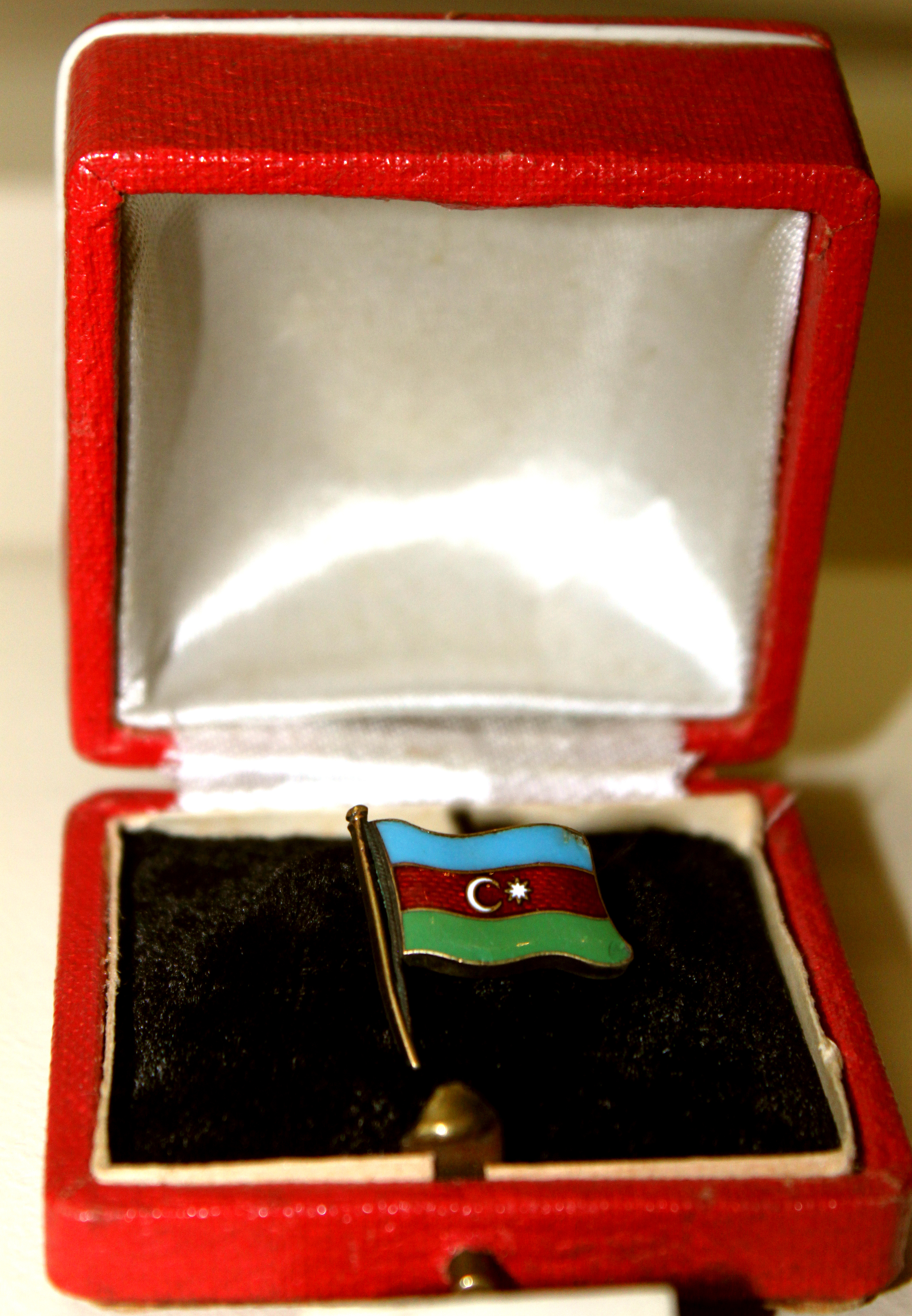
Депутатский значок Алимардан-бека Топчибашева
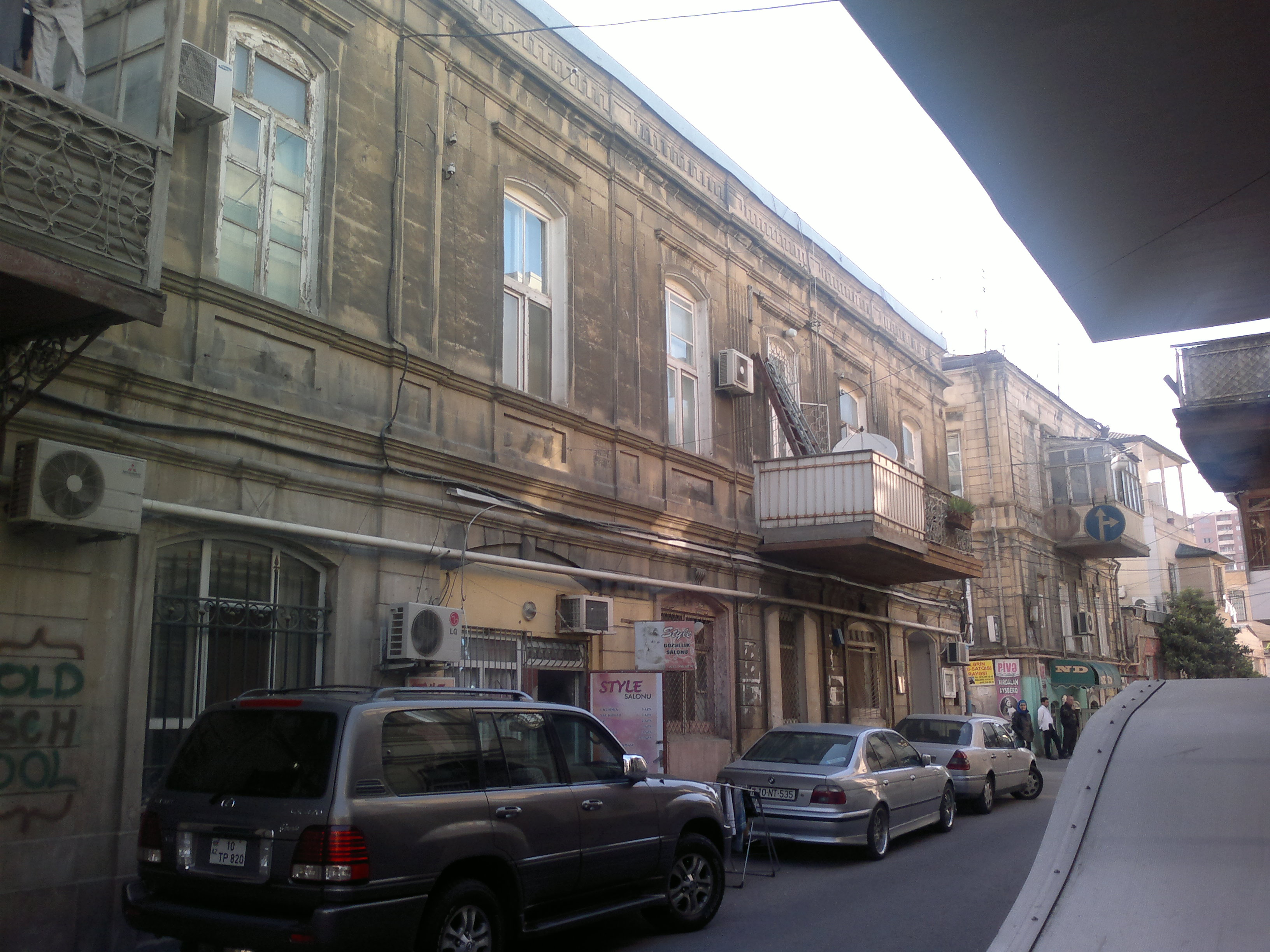
Улица Алимардан-бек Топчибашева в Баку